# 府中市 (東京都)
府中市（ふちゅうし）は、東京都のほぼ中央、また多摩地域中部に位置する市。
人口は約26万人で1954年4月1日に市制施行。市名は律令時代に武蔵国の国府（武蔵野国府跡）が置かれたことに由来し、現在も東京多摩地域の拠点都市のひとつとなっている。旧北多摩郡に属する。当地以外の国府・府中と区別するため武蔵府中と呼ばれることもある（例：武蔵府中郵便局）。

## 概要
新宿から22キロメートル西方、日本橋からは30キロメートル西方に位置する。東京都の市町村では3番目に人口が多い（令和7年1月1日時点の住民基本台帳による）。
「府中」とは「国府所在地」を意味する地名で、武蔵国の国府が置かれた地である事から「府中」と呼ばれており、これが市名の由来である。地名としての「府中」については、府中市および府中の記事を参照。
1954年4月1日に、府中町（府中駅）と多磨村（多摩村とは異なる）および西府村の1町2村が合併して「府中市」が誕生した。
古代の遺跡が多く、その理由としては645年の大化の改新後に武蔵国の国府が置かれるなど、古くから政治や経済と文化の中心地として栄えており、江戸時代は甲州街道の宿場の中でも大きな「府中宿」があった事などが影響している。鎌倉時代にも要衝地域となっており、戦後も多摩地域の主要都市として行政機関・病院等の公共機関が数多く集積する。東京競馬場（府中競馬場）や日本最大規模の府中刑務所が所在する地としても有名である。
交通網としては、上記の地理的、歴史的な観点から、現在でも東京都区部近郊の交通の重要な拠点として東西南北（区部・東京郊外・神奈川県および埼玉県）を結んでいる。これは国府設置以来中心地にある大國魂神社を基点に発達して行ったことが影響している。
特に京王線府中駅周辺からJR線府中本町駅に掛けてのエリアは、東京多摩地域有数規模の繁華街・市街地が形成されており、周辺を国道20号線・府中街道・小金井街道などが東西南北に走っている。また市内には、中央自動車道や東八道路など都内でも太い道路が通っている。
市内には、行政機関・大企業の研究開発所および工場等の大規模な施設が多く、商業施設や高層住宅は府中駅周辺に多い事からこの一帯の地価は160万円/坪を超える。また、市域のほとんどが居住に適した平地でありながら、一級河川や雑木林や山があり、数多くの広い公園や農地緑地など多くの緑を有している事から市章の基本色とされている。
夜間人口と昼間人口がほぼ同じであり、近隣のベッドタウン都市とは違い職住近接した生活環境である事が理由である。歴史がある街の為、地元志向が都心から同距離の国分寺や調布などに比べ高い傾向があり、これらから市民の満足度が高く、市のアンケートでもほぼ全市民が将来も住み続けたい街として回答しており、「生活実感値」満足度都内第1位とされる事もある。
「ほっとするね、緑の府中」がキャッチフレーズとして 掲載された。

### 同名市
広島県にも同名の府中市が存在する。自治省（現：総務省）の方針では、同一市名は望ましくないとしていた。市制申請は当市が先であったが、その後に広島県府中市が、市制施行の日付を当市の1日前（1954年3月31日）とした市制申請を行ったことにより、同一市名となった。
地震情報では双方を区別するために「東京府中市」、広島県の府中市は「備後府中」などと区別される。また冒頭記載の通り、郵便局などにおいて「武蔵府中」という名称をとる。

## 地理

### 地勢

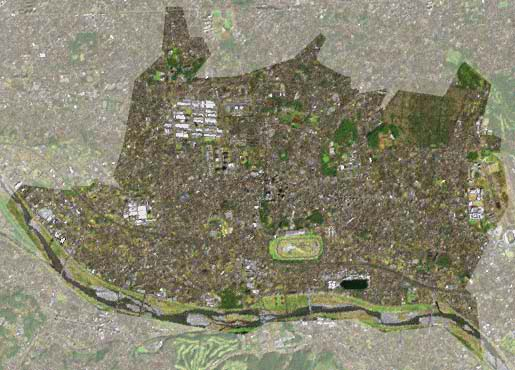
府中市域のランドサット衛星写真

市域全域が武蔵野台地上にある。多摩川中流左岸の河川段丘に広がっており、多摩川対岸に多摩丘陵を望む。市の南辺は多摩川と同じである。北東部に標高約80メートル（麓からの高さは約30メートル）の浅間山（せんげんやま）がある。
市の中央やや南を府中崖線（別名は立川崖線）が、北辺に沿って国分寺崖線が、それぞれ東西に走っている。この崖線（ハケ）の前者の高さは10メートルから15メートル、後者は10メートルから20メートルである。国分寺市に近い当市武蔵台の一部はこの国分寺崖線上の武蔵野段丘上にある。府中崖線の南側を多摩川低地、両崖線に挟まれた部分を武蔵野台地の立川面、国分寺崖線の北を同じく武蔵野面と呼ぶ。武蔵野面上の武蔵台3丁目が標高82メートルと市内最高標高となっている。
この2本の崖線と浅間山付近を除けば、ほとんどが平坦な土地で可住地面積率は99.7%である。

### 気候
東京湾から約30キロメートル離れた内陸、多摩丘陵と国分寺崖線といった段丘に囲まれたいわゆる盆地型地形（一部では"府中盆地"とも）のため夏の暑さがかなり厳しい。奥多摩山地、山梨県方面からの西よりのフェーン現象の影響も受けやすく、近隣の八王子市やさいたま市同様に東京と比べて猛暑日が多く38℃前後となることもある。2025年8月5日には40.0℃を観測した。
冬の快晴日は放射冷却が発生しやすく、ときには-8℃前後まで冷え込むこともある。
この盆地にある稲城市と調布市、川崎市多摩区などの近隣でも同様の気温となることが多く、それらは特有の寒暖差と水はけを生かしてアカシアやカエデなどの樹林が点在、ブドウや梨、ブルーベリーなどの果樹栽培する農家が多く所在する。
| 東京都府中市（府中地域気象観測所）の気候 | 東京都府中市（府中地域気象観測所）の気候 | 東京都府中市（府中地域気象観測所）の気候 | 東京都府中市（府中地域気象観測所）の気候 | 東京都府中市（府中地域気象観測所）の気候 | 東京都府中市（府中地域気象観測所）の気候 | 東京都府中市（府中地域気象観測所）の気候 | 東京都府中市（府中地域気象観測所）の気候 | 東京都府中市（府中地域気象観測所）の気候 | 東京都府中市（府中地域気象観測所）の気候 | 東京都府中市（府中地域気象観測所）の気候 | 東京都府中市（府中地域気象観測所）の気候 | 東京都府中市（府中地域気象観測所）の気候 | 東京都府中市（府中地域気象観測所）の気候 |
| 月                                       | 1月                                      | 2月                                      | 3月                                      | 4月                                      | 5月                                      | 6月                                      | 7月                                      | 8月                                      | 9月                                      | 10月                                     | 11月                                     | 12月                                     | 年                                       |
| ---------------------------------------- | ---------------------------------------- | ---------------------------------------- | ---------------------------------------- | ---------------------------------------- | ---------------------------------------- | ---------------------------------------- | ---------------------------------------- | ---------------------------------------- | ---------------------------------------- | ---------------------------------------- | ---------------------------------------- | ---------------------------------------- | ---------------------------------------- |
| 最高気温記録 °C （°F）                   | 19.4 (66.9)                              | 24.2 (75.6)                              | 28.6 (83.5)                              | 32.0 (89.6)                              | 33.5 (92.3)                              | 36.9 (98.4)                              | 39.2 (102.6)                             | 40.0 (104)                               | 38.5 (101.3)                             | 32.4 (90.3)                              | 26.5 (79.7)                              | 25.3 (77.5)                              | 40.0 (104)                               |
| 平均最高気温 °C （°F）                   | 9.9 (49.8)                               | 10.8 (51.4)                              | 14.0 (57.2)                              | 19.2 (66.6)                              | 23.7 (74.7)                              | 26.3 (79.3)                              | 30.3 (86.5)                              | 31.6 (88.9)                              | 27.6 (81.7)                              | 22.1 (71.8)                              | 16.9 (62.4)                              | 12.2 (54)                                | 20.4 (68.7)                              |
| 日平均気温 °C （°F）                     | 4.5 (40.1)                               | 5.4 (41.7)                               | 8.8 (47.8)                               | 13.9 (57)                                | 18.5 (65.3)                              | 21.8 (71.2)                              | 25.7 (78.3)                              | 26.8 (80.2)                              | 23.1 (73.6)                              | 17.5 (63.5)                              | 11.8 (53.2)                              | 6.8 (44.2)                               | 15.4 (59.7)                              |
| 平均最低気温 °C （°F）                   | −0.7 (30.7)                              | 0.3 (32.5)                               | 3.7 (38.7)                               | 8.7 (47.7)                               | 13.8 (56.8)                              | 18.1 (64.6)                              | 22.2 (72)                                | 23.2 (73.8)                              | 19.5 (67.1)                              | 13.5 (56.3)                              | 7.1 (44.8)                               | 1.6 (34.9)                               | 10.9 (51.6)                              |
| 最低気温記録 °C （°F）                   | −8.4 (16.9)                              | −8.2 (17.2)                              | −6.5 (20.3)                              | −1.6 (29.1)                              | 4.0 (39.2)                               | 10.5 (50.9)                              | 13.5 (56.3)                              | 15.7 (60.3)                              | 8.6 (47.5)                               | 2.3 (36.1)                               | −2.8 (27)                                | −7.2 (19)                                | −8.4 (16.9)                              |
| 降水量 mm （inch）                       | 56.9 (2.24)                              | 52.4 (2.063)                             | 113.8 (4.48)                             | 121.9 (4.799)                            | 133.1 (5.24)                             | 166.6 (6.559)                            | 164.2 (6.465)                            | 173.4 (6.827)                            | 246.7 (9.713)                            | 228.0 (8.976)                            | 83.2 (3.276)                             | 58.7 (2.311)                             | 1,598.9 (62.949)                         |
| 平均降水日数 （≥1.0 mm）                 | 4.9                                      | 5.2                                      | 9.1                                      | 9.2                                      | 10.6                                     | 12.5                                     | 11.9                                     | 9.7                                      | 11.8                                     | 10.4                                     | 7.1                                      | 5.1                                      | 107.6                                    |
| 平均月間日照時間                         | 201.3                                    | 178.2                                    | 179.1                                    | 180.3                                    | 179.6                                    | 123.6                                    | 148.1                                    | 178.0                                    | 130.2                                    | 138.0                                    | 158.2                                    | 182.0                                    | 1,986.2                                  |
| 出典1：平年値（年・月ごとの値）          |                                          |                                          |                                          |                                          |                                          |                                          |                                          |                                          |                                          |                                          |                                          |                                          |                                          |
| 出典2：観測史上1〜10位の値               |                                          |                                          |                                          |                                          |                                          |                                          |                                          |                                          |                                          |                                          |                                          |                                          |                                          |

### 隣接する自治体
- 東
  - 調布市 - （京王線、東八道路、人見街道、甲州街道（国道20号）、旧甲州街道、品川通り、中央自動車道）
- 西
  - 国立市 - （南武線、多喜窪通り経由バス（府中駅 - 国立駅間、甲州街道（国道20号））
  - 日野市 - （都道20号バイパス部（府中四谷橋））
- 南
  - 稲城市 - （南武線、府中街道、稲城大橋）
  - 多摩市 - （京王線、鎌倉街道、野猿街道）
- 北
  - 国分寺市 - （武蔵野線、府中街道、旧鎌倉街道、国分寺街道）
  - 小金井市 - （西武多摩川線、小金井街道、新小金井街道、東八道路）

（カッコ内は主な交通手段である。順番は鉄道、一般道道路（北から順番に表記）、有料道路）

### 市勢
- 面積：29.34km2。
- 人口：260,998人
  - 男：130,361人
  - 女：130,637人

（令和７年１月１日現在、住民基本台帳による）

## 歴史

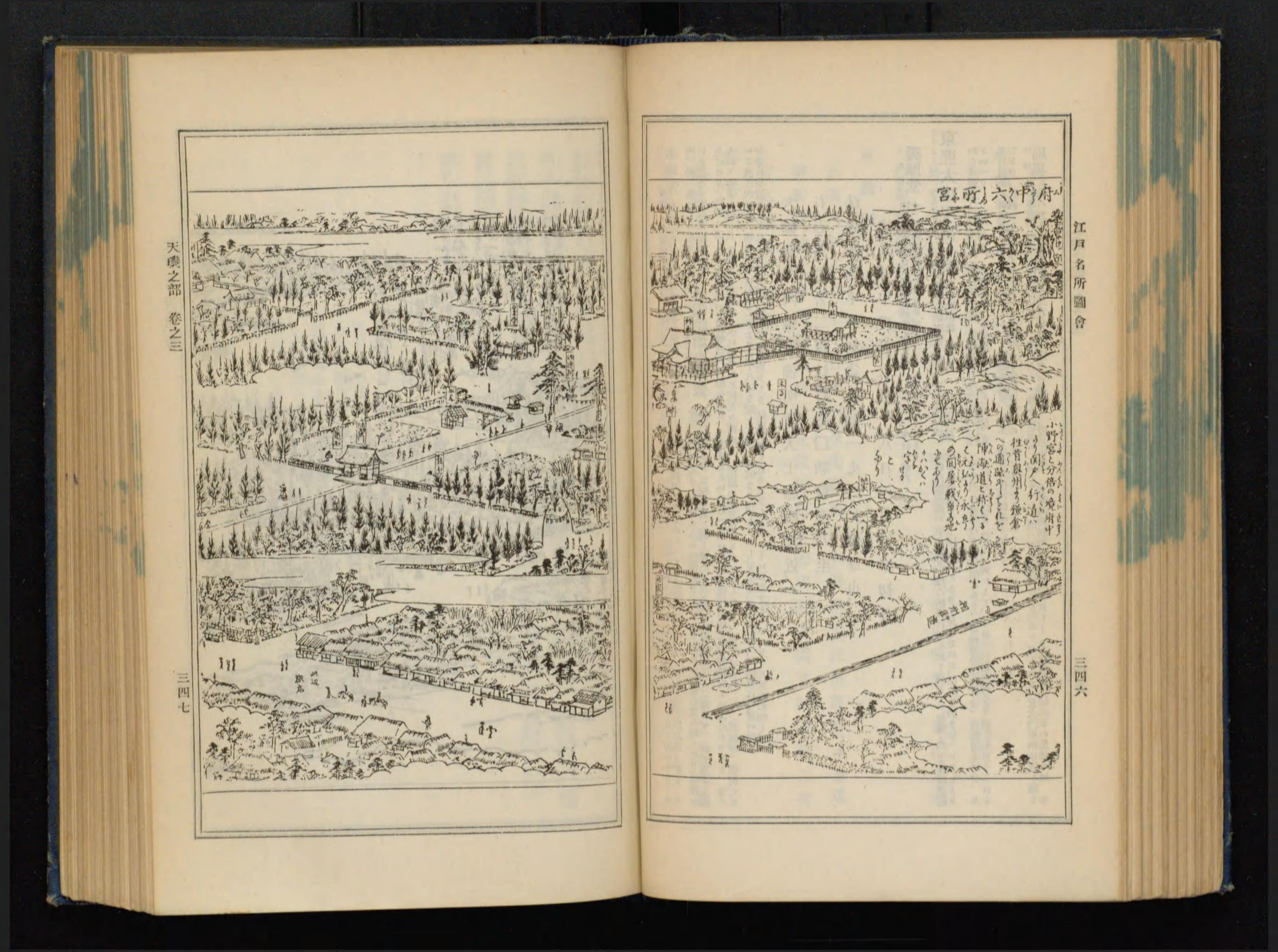
江戸名所図会 府中六所宮 大國魂神社

旧北多摩郡で、大化の改新後武蔵国の国府所在地である事など政治、経済、文化の中心であり、古くから栄えていた事が各資料から判明している。鎌倉時代にも要衝地域として重要な地位を占めており、末期には幕府の存亡をかけた合戦の舞台となった。江戸時代には主要な宿場町として、また近在の物資の集散地として発展する。戦後も多摩地域の主要都市として行政機関、病院群、大企業の研究開発所や工場が数多く集積し、東西南北への複数の鉄道路線が交差している。

### 古代
1,750か所を超える発掘調査が行われており、旧石器時代の尖頭器は若松町一丁目他で発見、縄文時代の土偶も若松町一丁目で発見、分梅町・美好町付近では古墳群が発見されており、旧石器時代の朝日町遺跡や縄文時代の武蔵野公園遺跡・浅間山前山遺跡・天神町遺跡・新町遺跡など数も多い。旧石器時代の礫群も発見されており、加熱調理施設であったと確認された。この時代は狩猟が主であった。
大化の改新後、国司が東国に派遣された際、武蔵国造の根拠地の大宮を避け、比較的早くから屯倉が設置され、古来交通に産業に重要な役割を受持った玉川中流域に面する 府中の地に武蔵国の国府が置かれた。国府は大國魂神社付近であり、発掘調査によって神社東隣に国衙の一部と推定される遺跡を発見、市がその土地を買い取り公開されている。武蔵国の国衙は、8世紀前葉期に建設された事が明らかになってきた。武蔵国の国分寺は国府から約2km、現在の国分寺市内に置かれ、古代の東山道武蔵路は武蔵国府から北上する官道であった。北に向かい川越へ至る「川越道」、鎌倉へ至る「相州道」が南へ続くなど、南北の道路が発達していた。平安時代中期まで武蔵国の中心として機能した。

### 中世
鎌倉幕府の時代は、古文書の中から重要拠点として記載され、中世の鎌倉街道上道が市内を通る。現在も一部が残り、同名称の街道が併存、新田義貞と鎌倉幕府軍が争った戦場も残る（1333年、分倍河原の戦い）。まいまいず井戸も発見されており、ハケ上に水をもたらし、畑作も行われていた。

### 近世
江戸時代には甲州街道沿いが整備されて鎌倉街道との交差点周辺を中心とした宿場町として栄えた。周辺の大部分は天領で、川崎定孝（平右衛門）による開拓と用水の整備が進み、田畑の耕作も盛んになる。かつての南北に走る道路にかわり、東西に走る道路が中心となっていく。
明治時代には北多摩郡の郡役所が置かれるなど、中核地を担った。大正時代には複数の鉄道が、昭和には、日本製鋼所東京製作所、東芝府中事業所、日本小型飛行機（株）など相次ぐ設置、軍の施設（府中基地）が置かれ多摩村の一部に掛かる飛行場設置など、かつて盛んであった農業の割合より工業・商業が増えて現代の府中を形作っていった。

### 現代

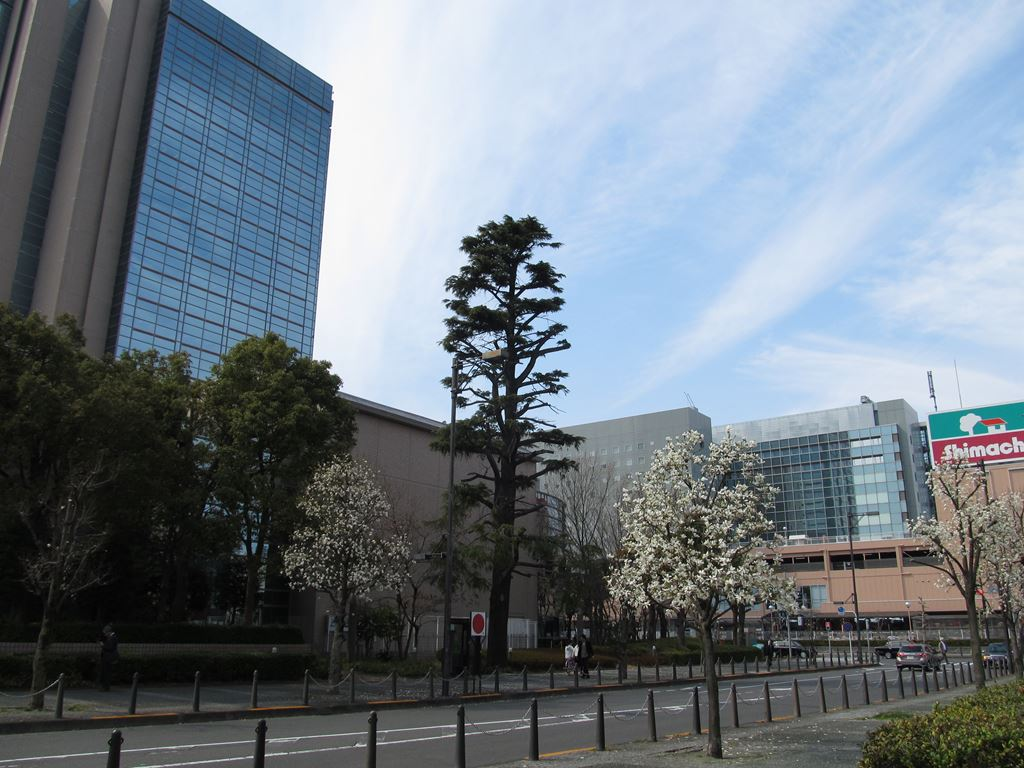
日本製鋼所東京製作所跡地、府中インテリジェントパーク（Jタワー）周辺。日鋼町。

第二次大戦後、1950年代以後に宅地開発が進み、行政機関、都立病院を含む多くの大病院、日銀を代表とする各銀行の計算センター、大企業の研究開発所および工場の集積も相まって人口が急増し、東京都の拠点都市として発展し続けている。

### 年表

#### 古代 - 明治以前
- 旧石器時代（約3万年前）：武蔵野段丘に居住が始まる（武蔵台遺跡）。
- 縄文時代（約4,000年前）：低地や川沿いに村が出来る（大國魂神社裏遺跡・武蔵野公園遺跡・清水が丘遺跡）。
- 645年：大化の改新に伴い、武蔵国の国府が府中に置かれる。
- 1590年：府中宿本町に府中御殿造営
- 1602年：甲州街道が整備され、府中宿が置かれる。

#### 明治時代 - 太平洋戦争終戦
- 1868年：韮山県設置、市域の南西部が県域になる。残りは武蔵知県事所管となる。
- 1869年：品川県設置、市域の南西部を除き、県域となる。
- 1871年：廃藩置県により順次翌年までに神奈川県に編入。
- 1878年：多摩郡が分割され、市域は北多摩郡域となり、北多摩郡役所が府中の番場宿に置かれる。
- 1880年：市域中心部の4町（新宿町、本町、番場宿町、八幡宿町）と屋敷分村が合併して「府中駅」となる。
- 1889年：市域東部の8村が合併して多磨村に、西部3村が合併して西府村になる。府中駅が名称を変えずに町制施行（1893年に東京府への移管と同時に府中町となる）。
- 1893年：三多摩（北多摩、南多摩、西多摩）郡が東京府に移管された。
- 1910年：東京砂利鉄道（後の国鉄下河原線）開通。
- 1913年：電話開通。
- 1916年：京王電気軌道（現：京王線の一部）開通。
- 1922年：多摩鉄道（現：西武多摩川線）開通。
- 1924年：ケヤキ並木が天然記念物の指定を受ける[11]。
- 1925年：玉南電気鉄道（現：京王線の一部）開通。
- 1929年：南武鉄道（現：JR南武線）開通。
- 1933年：東京競馬場開場（目黒競馬場が目黒区より移転したもの）
- 1943年7月1日：東京府が東京都となる。

#### 終戦 - 1990年代
- 1954年4月1日：府中町、多磨村、西府村の合併により市制施行（東京都内の市部で6番目）。
- 1955年
  - 京王競馬場線開通。
  - 平和島競艇場での開催施行者となる。
  - 多摩村連光寺のうち、多摩川北岸の地区（下川原地区、現在の南町の一部）を編入。
- 1956年：国道20号バイパス（新甲州街道） 東府中 - 本宿間開通。
- 1961年：国道20号バイパス 東府中 - 調布間開通。
- 1965年：武蔵台4丁目を国分寺市へ編入（現在の西恋ヶ窪、日吉町の各一部）
- 1968年12月10日：三億円強奪事件発生（栄町）。
- 1969年10月5日：市民憲章、市歌「府中市の歌」、市木・市花・市鳥を制定。
- 1973年：国鉄（当時）武蔵野線開通。これに伴い下河原線旅客輸送は廃止。
- 1986年：平和都市宣言[12]。
- 1991年：府中の森芸術劇場を開館
- 1992年：府中インテリジェントパーク（Jタワー）完成
- 1993年：生涯学習センターを開館
- 1995年：稲城大橋有料道路が開通
- 1996年：伊勢丹府中店・フォーリス・府中駅南口のペデストリアンデッキがオープン
- 1998年：府中四谷橋の開通

#### 2000年代以降
- 2000年：府中市美術館を開館
- 2004年：環境美化推進地区と喫煙禁止路線を指定
- 2006年：税務署跡にいきいきプラザを開館
- 2007年
  - ルミエール府中を開館
  - 景観行政団体となる（都内では2番目）
- 2008年
  - 府中市景観条例を施行
  - 「国指定天然記念物　馬場大門のケヤキ並木　保護管理計画」を策定（国の天然記念物に指定されたケヤキ並木は日本唯一）
- 2009年
  - JR南武線西府駅開業
  - 武蔵国府跡（大國魂神社境内、武蔵国衙跡）が国の史跡に指定
  - 馬場大門けやき並木が東京都から府中市に移管
  - 景観ガイドライン（屋外広告物）運用開始（都内初）
  - 国府祭パレード（第1回「こくふロマン交流祭」）開催
- 2011年
  - 府中市暴力団排除条例を施行（都内市部初）
  - 府中市郷土の森物産館（府中市観光物産館）を開館
- 2016年
  - 小室哲哉を「東京多摩振興 特命 武蔵国 府中大使」[13][14] に任命。
- 2017年
  - 国史跡武蔵国府跡（国司館地区）保存活用整備工事（第1期）着手[15]
  - 7月14日：大型複合施設「武蔵府中ル・シーニュ」の竣工[16] により、府中駅南口市街地再開発事業計画が完了。
  - 9月1日：新学校給食センター稼働[17]（国内最大規模）
  - 府中市出身の代官・川崎平右衛門の没後250年記念事業を開催
- 2020年
  - 6月2日：市が発注した、東京オリンピックのロードレース会場となる「浅間町1丁目地内道路新設工事」、多摩川沿いの公園「四谷さくら公園（2期）拡張整備工事[18]」の2つの工事において官製談合があったとして、官製談合防止法違反の容疑で都市整備部の市職員1名と市議会議員2名などが逮捕され、市役所本庁舎・第2庁舎に警視庁の家宅捜索が入った[19][20][21][22][23]。
- 2023年
  - 8月14日：新庁舎の一部「おもや」で業務開始。引き続き「はなれ」を建設するため、9月から既存庁舎解体工事に着手。[24]
- 2025年
  - 7月
    - 「府中基地跡地及び米軍通信施設跡地利用計画」を改定し新たな方針が示される。
    - 「府中市新総合体育館基本構想検討協議会」により施設整備の方向性が議論される。

## 地域

### 地域環境

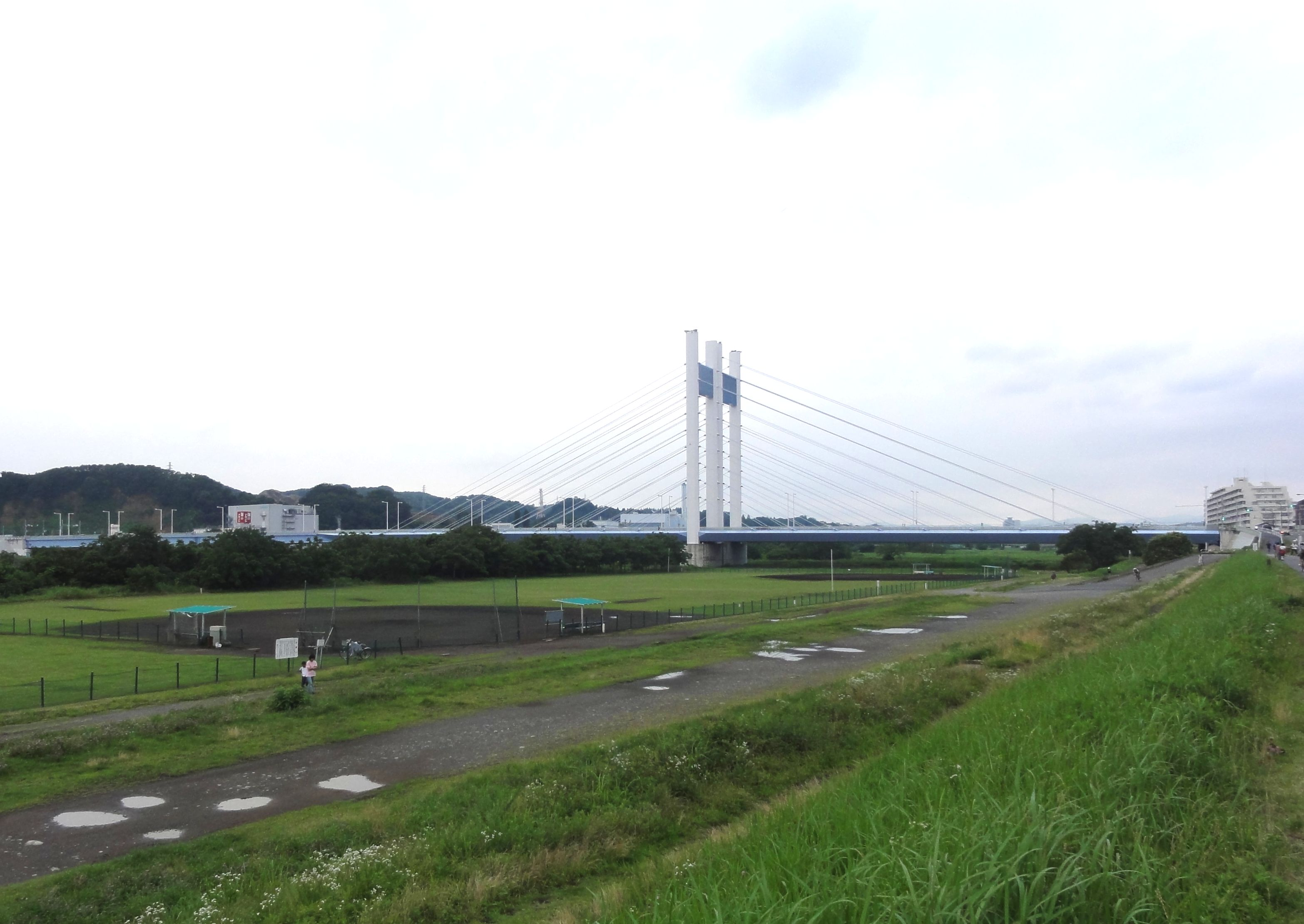
多摩川の河原

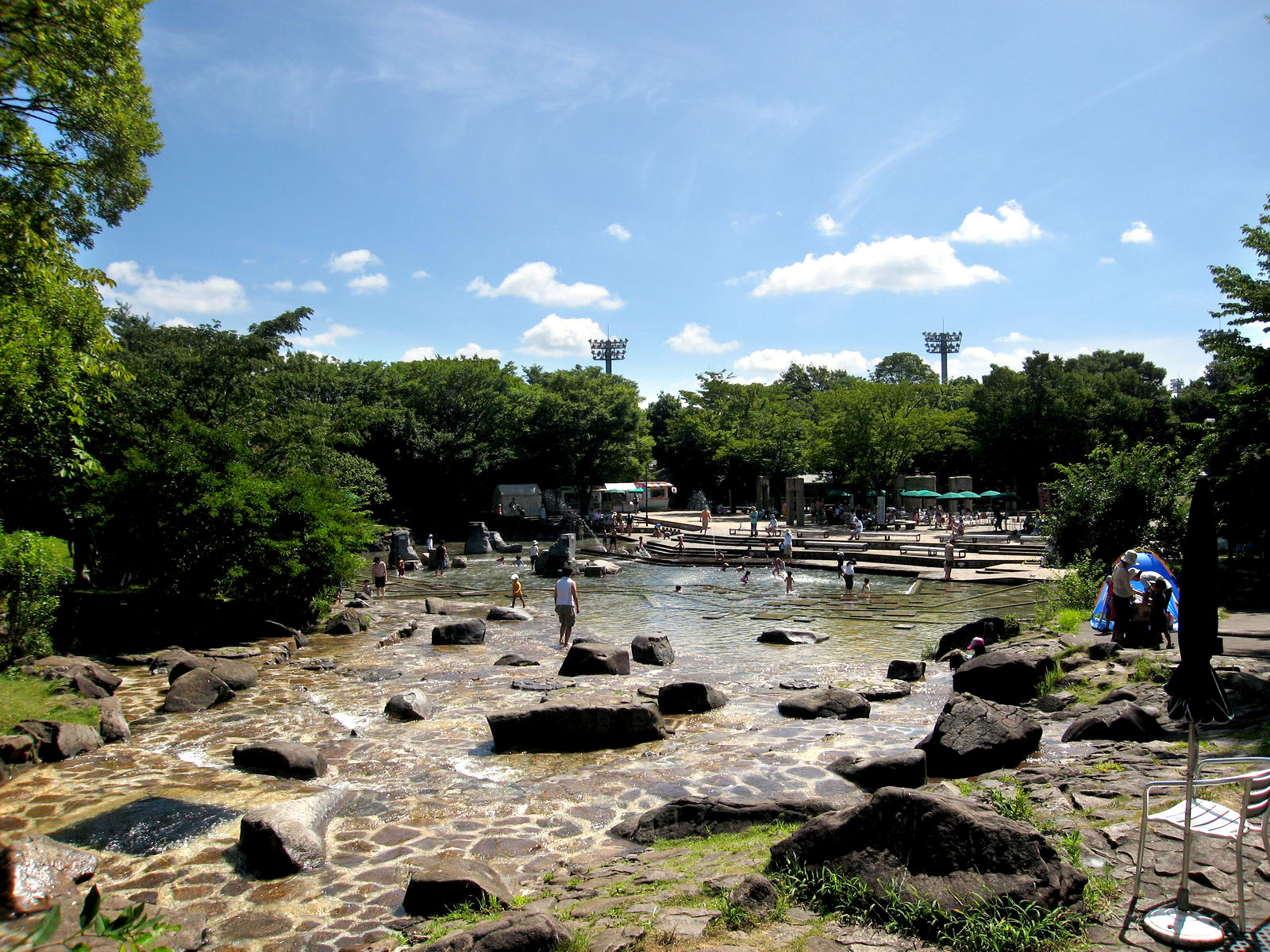
府中市郷土の森博物館

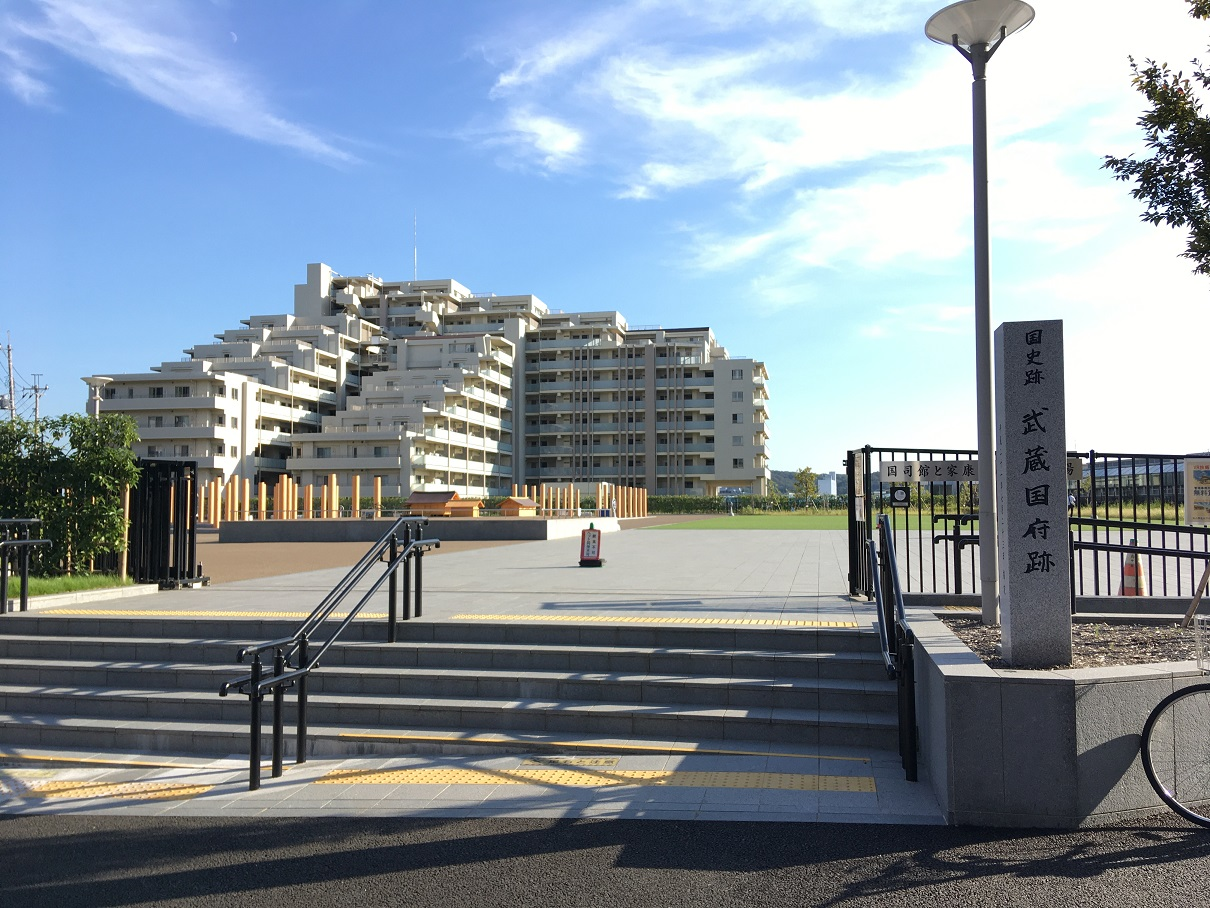
再現された武蔵国府国司居館

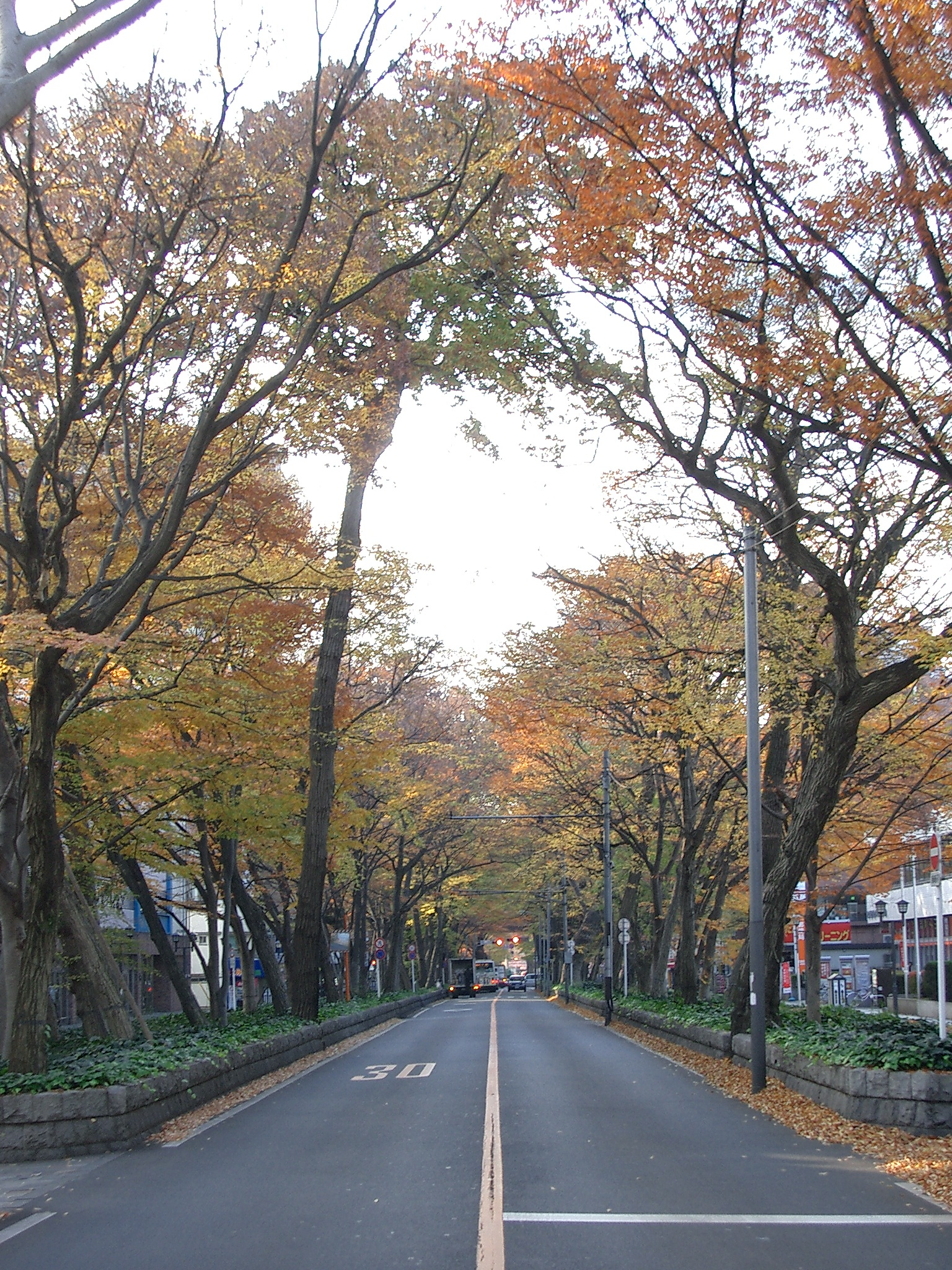
馬場大門のケヤキ並木

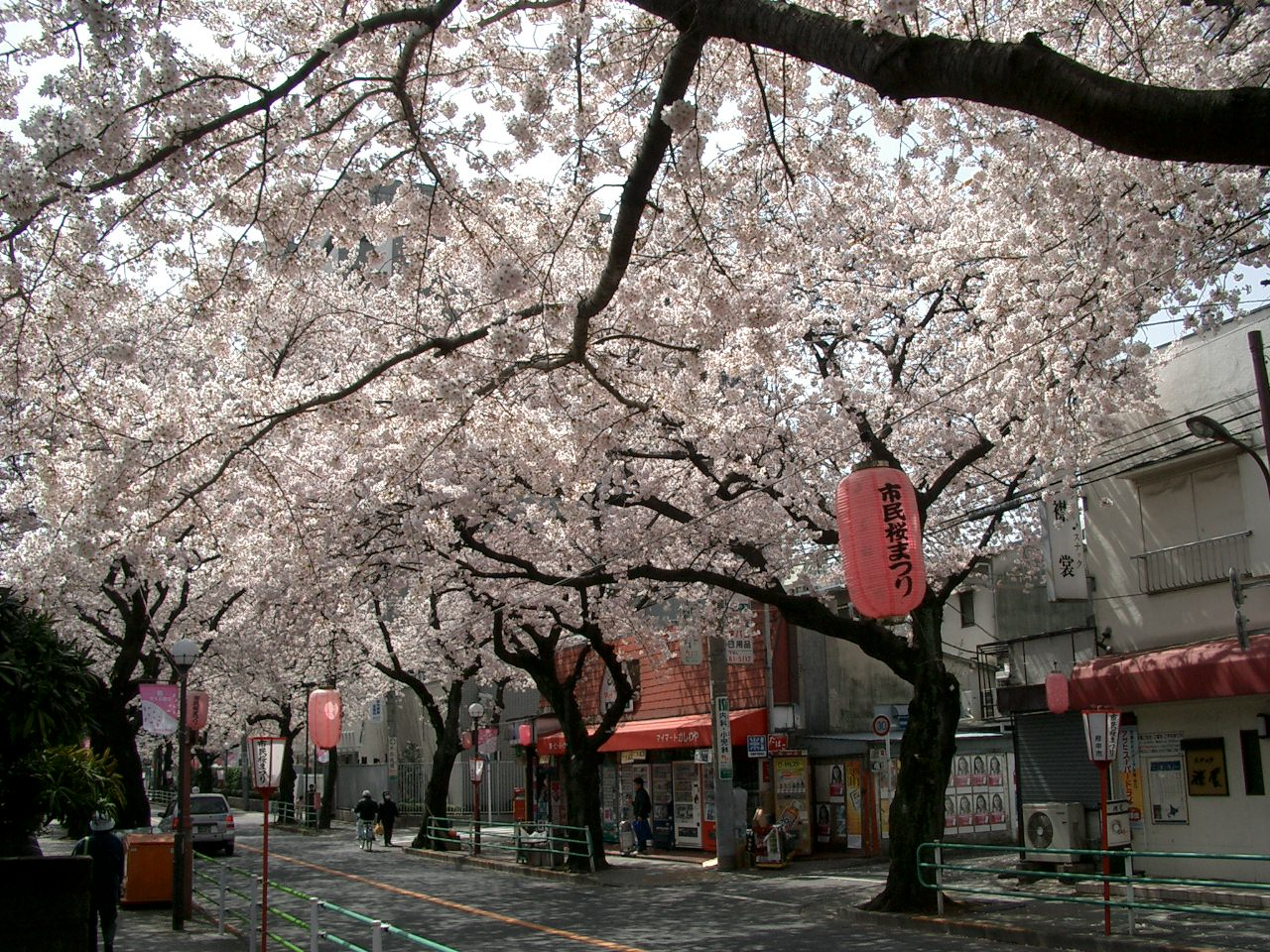
府中公園通り

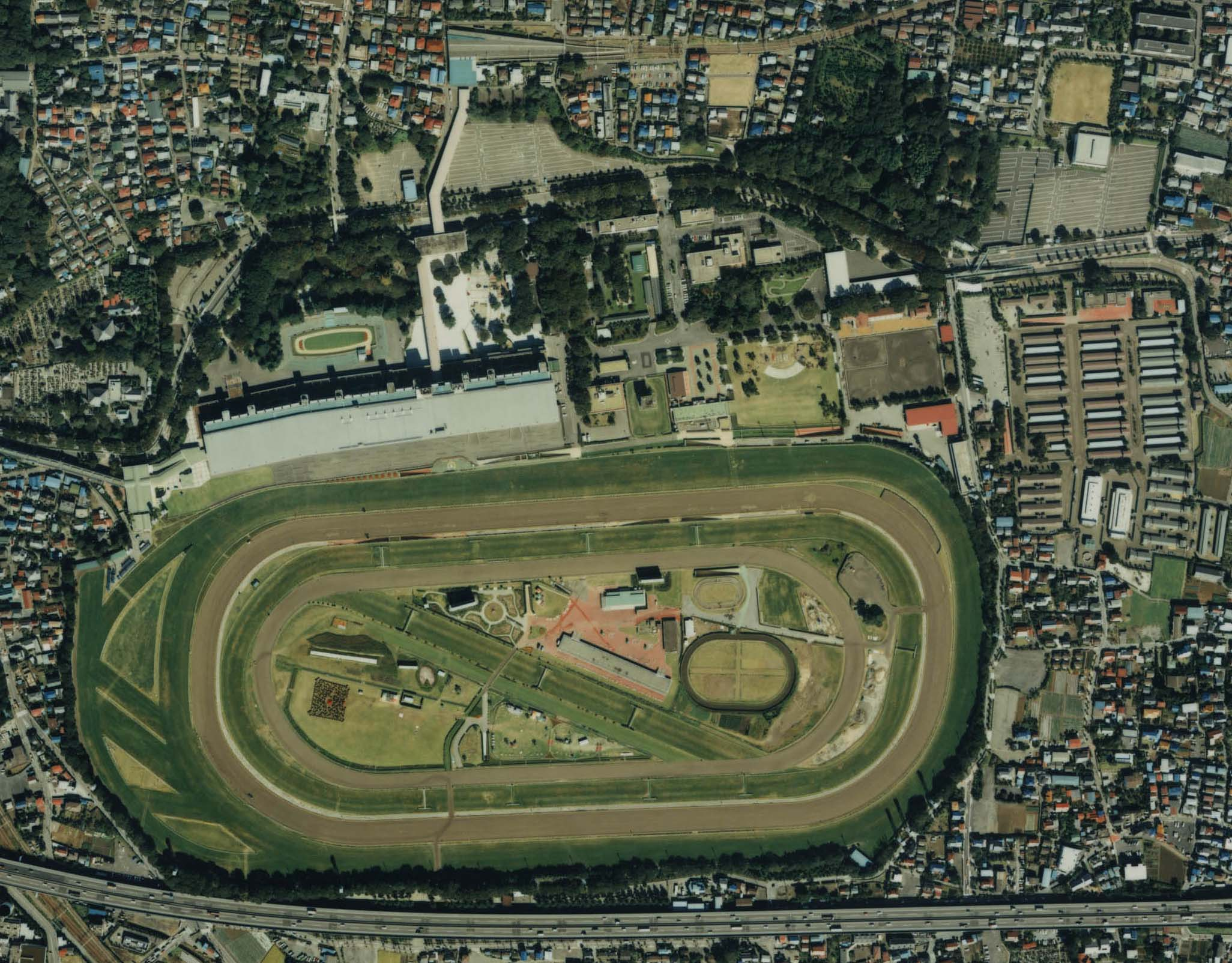
東京競馬場周辺

- 市の中央部は府中駅を中心に、フォーリス、くるる、武蔵府中ル・シーニュといった大型施設も立ち並ぶ商業地域[25] となっている。西口は馬場大門のケヤキ並木から神社周辺の大木が立ち並ぶなど緑が多い。建後多年を経過しつつも設備の充実している市役所は上記けやき並木の南側、神社境内の緑の多い場所に隣接しており、総合医療施設や最新の中央図書館、消防署、府中警察署等は、府中駅より北側に位置している。
- 中心地より少し西側に移ると、日本製鋼所東京製作所跡地を利用した府中インテリジェントパークがあり、日本銀行を筆頭に各種金融機関の事務センターが並ぶ。そのすぐ北側に東芝府中事業所があり、さらに進むと北部には武蔵台緑地に接して東京都立多摩総合医療センターなど病院が集中している。
- 市の南端には一級河川の多摩川が流れており、府中市郷土の森博物館、府中市郷土の森公園（運動施設、遊園、公園など）が広がる。また、多摩川サイクリングコースが整備されており自転車愛好家の利用も多い。さらに西側に進むと田園地帯が残る。多摩川近隣は、かつて砂利の採取が盛んであり、西武多摩川線や旧下河原線などはその搬出のために敷設された鉄道で、多摩川競艇場は採取所の跡地である。
- 市の東部に、旧関東村（元陸軍・関東軍の軍用飛行場。戦後は米軍のキャンプ）跡地が調布市、三鷹市に跨がって広がり、近年、跡地利用が始まった。東京外国語大学や調布市域の味の素スタジアムはその一例である。武蔵野の森公園はここにある。
- 浅間山（せんげんやま）を挟み、やや中心近くに航空自衛隊府中基地、航空総隊司令部がある。これも米軍基地としても使われていた所である。司令部のため、現業部門は無い。一部米軍基地の跡地が30年以上手付かずのまま残っている。
- 北東部には府中運転免許試験場がある。東八道路を挟んで広大な東京都立多磨霊園がある。
- 自然環境面では、標高約80mの浅間山（前記）があり、草花が雑木林で覆われている。5月中旬には、絶滅危惧種ムサシノキスゲの唯一の自生地として黄色い花が咲く。ここは浅間山公園として整備され、散策し易くなっている。
- 浅間山を中心に東部には武蔵野の森公園、少し市の中心地側には府中の森公園がある。市の北側方面には武蔵野公園があり、崖線部分には自然のままの雑木林が古の武蔵野の面影として残っている。
- 企業は市の西部に東芝、日本電気、市の南部にサントリー、キユーピー、東京競馬場、ボートレース多摩川、読売新聞東京本社、東京多摩郵便局（多摩地域の集配拠点）など多数ある。
- 上記以外は概ね宅地である。大規模な団地としては、北部に晴見町団地、北西部に日鋼団地、南東部に住宅公団（現：都市再生機構）車返団地がある。

### 文化財・遺跡など
国府所在地の面影を残し、由緒ある祭りや神社などが残ると共に、国指定・都指定・市指定文化財が多くある。
- 大國魂神社
別名・六所宮と称される東京五社の一つ。参道にあたる馬場大門のケヤキ並木が国の天然記念物、本殿が東京都指定有形文化財（建造物）、木造狛犬が国の重要文化財（彫刻）に指定、木彫仏像五体、古鏡四面、古写本三種は重要美術品に認定されている。5月の連休に実施される例大祭（くらやみ祭り）は東京都指定無形民俗文化財（風俗慣習）。関東三大奇祭の一つであり特に有名。
- 武蔵府中熊野神社古墳 - 国の史跡
- 武蔵国分寺参道口跡 - 国の史跡（「武蔵国分寺跡」の一部）
- 武蔵国府跡 - 国の史跡
  - 国司館跡
  - 徳川家康府中御殿跡（御殿御茶屋）
- 馬場大門のケヤキ並木 - 奈良時代〜平安時代 国の天然記念物
- 鉄造阿弥陀如来坐像、鉄造阿弥陀如来立像（善明寺） - 国の重要文化財
- 銅造阿弥陀如来立像（上染屋八幡神社）[27] - 国の重要文化財
- 南部家文書（個人蔵） - 国の重要文化財
- 薙刀 無銘一文字（個人蔵） - 国の重要文化財
- 武蔵府中の太鼓講の習俗 - 記録作成等の措置を講ずべき無形の民俗文化財
- 東京農工大学農学部本館 - 登録有形文化財
- 紙本墨書後柏原天皇宸翰御詠草（個人蔵） - 重要美術品
- 都指定文化財 - 分倍河原古戦場、府中高札場、井田是政墓、人見原古戦場、浅野長政隠棲の跡、川崎定孝墓、木曽源太郎墓、依田伊織墓、西園寺実満墓、大國魂神社本殿、蓮華形磬、旧府中町役場庁舎、双盤念仏、旧三岡家長屋門、三千人塚
- 府中囃子（目黒流・船橋流） - 郷土芸能
- 本宿一里塚跡 - 府中市指定文化財
- 市内白糸台の調布飛行場には、戦争遺跡となっている戦闘機を格納するため造られた掩体壕（えんたいごう）が残っている。
- 東京農工大学農学部本館 - 国の登録有形文化財
- 武蔵府中の太鼓講の習俗 - 国選択記録作成等の措置を講ずべき無形の民俗文化財
- 武蔵台遺跡 - 武蔵国分寺跡西方地区、後期旧石器時代
- 武蔵野公園遺跡 - 後期旧石器時代
- 府中市No.29遺跡 - 後期旧石器時代

## 町名
府中市では、住居表示に関する法律に基づく住居表示が実施されていないため、土地地番を整えて付け直す地番整理による地番となっている。

### 府中市役所管内
| 町名           | 設置年月日   | 住居表示実施年月日 | 住居表示実施直前の町名 | 備考 |
| -------------- | ------------ | ------------------ | ---------------------- | ---- |
| 多磨町一丁目   | 1964年4月1日 | 未実施             |                        |      |
| 多磨町二丁目   | 1964年4月1日 | 未実施             |                        |      |
| 多磨町三丁目   | 1964年4月1日 | 未実施             |                        |      |
| 多磨町四丁目   | 1964年4月1日 | 未実施             |                        |      |
| 朝日町一丁目   | 1963年4月1日 | 未実施             |                        |      |
| 朝日町二丁目   | 1963年4月1日 | 未実施             |                        |      |
| 朝日町三丁目   | 1963年4月1日 | 未実施             |                        |      |
| 紅葉丘一丁目   | 1964年4月1日 | 未実施             |                        |      |
| 紅葉丘二丁目   | 1964年4月1日 | 未実施             |                        |      |
| 紅葉丘三丁目   | 1964年4月1日 | 未実施             |                        |      |
| 白糸台一丁目   | 1964年4月1日 | 未実施             |                        |      |
| 白糸台二丁目   | 1964年4月1日 | 未実施             |                        |      |
| 白糸台三丁目   | 1964年4月1日 | 未実施             |                        |      |
| 白糸台四丁目   | 1964年4月1日 | 未実施             |                        |      |
| 白糸台五丁目   | 1964年4月1日 | 未実施             |                        |      |
| 白糸台六丁目   | 1964年4月1日 | 未実施             |                        |      |
| 押立町一丁目   | 1963年4月1日 | 未実施             |                        |      |
| 押立町二丁目   | 1963年4月1日 | 未実施             |                        |      |
| 押立町三丁目   | 1963年4月1日 | 未実施             |                        |      |
| 押立町四丁目   | 1963年4月1日 | 未実施             |                        |      |
| 押立町五丁目   | 1963年4月1日 | 未実施             |                        |      |
| 押立町六丁目   | 1963年4月1日 | 未実施             |                        |      |
| 小柳町一丁目   |              | 未実施             |                        |      |
| 小柳町二丁目   |              | 未実施             |                        |      |
| 小柳町三丁目   |              | 未実施             |                        |      |
| 小柳町四丁目   |              | 未実施             |                        |      |
| 小柳町五丁目   |              | 未実施             |                        |      |
| 小柳町六丁目   |              | 未実施             |                        |      |
| 若松町一丁目   | 1964年4月1日 | 未実施             |                        |      |
| 若松町二丁目   | 1964年4月1日 | 未実施             |                        |      |
| 若松町三丁目   | 1964年4月1日 | 未実施             |                        |      |
| 若松町四丁目   | 1964年4月1日 | 未実施             |                        |      |
| 若松町五丁目   | 1964年4月1日 | 未実施             |                        |      |
| 浅間町一丁目   | 1962年4月1日 | 未実施             |                        |      |
| 浅間町二丁目   | 1962年4月1日 | 未実施             |                        |      |
| 浅間町三丁目   | 1962年4月1日 | 未実施             |                        |      |
| 浅間町四丁目   | 1962年4月1日 | 未実施             |                        |      |
| 天神町一丁目   |              | 未実施             |                        |      |
| 天神町二丁目   |              | 未実施             |                        |      |
| 天神町三丁目   |              | 未実施             |                        |      |
| 天神町四丁目   |              | 未実施             |                        |      |
| 新町一丁目     | 1960年4月1日 | 未実施             |                        |      |
| 新町二丁目     | 1960年4月1日 | 未実施             |                        |      |
| 新町三丁目     | 1960年4月1日 | 未実施             |                        |      |
| 幸町一丁目     |              | 未実施             |                        |      |
| 幸町二丁目     |              | 未実施             |                        |      |
| 幸町三丁目     |              | 未実施             |                        |      |
| 府中町一丁目   |              | 未実施             |                        |      |
| 府中町二丁目   |              | 未実施             |                        |      |
| 府中町三丁目   |              | 未実施             |                        |      |
| 緑町一丁目     | 1989年4月1日 | 未実施             |                        |      |
| 緑町二丁目     | 1989年4月1日 | 未実施             |                        |      |
| 緑町三丁目     | 1989年4月1日 | 未実施             |                        |      |
| 宮町一丁目     |              | 未実施             |                        |      |
| 宮町二丁目     |              | 未実施             |                        |      |
| 宮町三丁目     |              | 未実施             |                        |      |
| 八幡町一丁目   | 1961年3月1日 | 未実施             |                        |      |
| 八幡町二丁目   | 1961年3月1日 | 未実施             |                        |      |
| 八幡町三丁目   | 1961年3月1日 | 未実施             |                        |      |
| 清水が丘一丁目 |              | 未実施             |                        |      |
| 清水が丘二丁目 |              | 未実施             |                        |      |
| 清水が丘三丁目 |              | 未実施             |                        |      |
| 分梅町一丁目   |              | 未実施             |                        |      |
| 分梅町二丁目   |              | 未実施             |                        |      |
| 分梅町三丁目   |              | 未実施             |                        |      |
| 分梅町四丁目   |              | 未実施             |                        |      |
| 分梅町五丁目   |              | 未実施             |                        |      |
| 住吉町一丁目   |              | 未実施             |                        |      |
| 住吉町二丁目   |              | 未実施             |                        |      |
| 住吉町三丁目   |              | 未実施             |                        |      |
| 住吉町四丁目   |              | 未実施             |                        |      |
| 住吉町五丁目   |              | 未実施             |                        |      |
| 四谷一丁目     |              | 未実施             |                        |      |
| 四谷二丁目     |              | 未実施             |                        |      |
| 四谷三丁目     |              | 未実施             |                        |      |
| 四谷四丁目     |              | 未実施             |                        |      |
| 四谷五丁目     |              | 未実施             |                        |      |
| 四谷六丁目     |              | 未実施             |                        |      |
| 日吉町         |              | 未実施             |                        |      |
| 是政一丁目     |              | 未実施             |                        |      |
| 是政二丁目     |              | 未実施             |                        |      |
| 是政三丁目     |              | 未実施             |                        |      |
| 是政四丁目     |              | 未実施             |                        |      |
| 是政五丁目     |              | 未実施             |                        |      |
| 是政六丁目     |              | 未実施             |                        |      |
| 矢崎町一丁目   |              | 未実施             |                        |      |
| 矢崎町二丁目   |              | 未実施             |                        |      |
| 矢崎町三丁目   |              | 未実施             |                        |      |
| 矢崎町四丁目   |              | 未実施             |                        |      |
| 矢崎町五丁目   |              | 未実施             |                        |      |
| 南町一丁目     |              | 未実施             |                        |      |
| 南町二丁目     |              | 未実施             |                        |      |
| 南町三丁目     |              | 未実施             |                        |      |
| 南町四丁目     |              | 未実施             |                        |      |
| 南町五丁目     |              | 未実施             |                        |      |
| 南町六丁目     |              | 未実施             |                        |      |
| 本町一丁目     |              | 未実施             |                        |      |
| 本町二丁目     |              | 未実施             |                        |      |
| 本町三丁目     |              | 未実施             |                        |      |
| 本町四丁目     |              | 未実施             |                        |      |
| 片町一丁目     | 1961年4月1日 | 未実施             |                        |      |
| 片町二丁目     | 1961年4月1日 | 未実施             |                        |      |
| 片町三丁目     | 1961年4月1日 | 未実施             |                        |      |
| 宮西町一丁目   |              | 未実施             |                        |      |
| 宮西町二丁目   |              | 未実施             |                        |      |
| 宮西町三丁目   |              | 未実施             |                        |      |
| 宮西町四丁目   |              | 未実施             |                        |      |
| 宮西町五丁目   |              | 未実施             |                        |      |
| 寿町一丁目     | 1959年4月1日 | 未実施             |                        |      |
| 寿町二丁目     | 1959年4月1日 | 未実施             |                        |      |
| 寿町三丁目     | 1959年4月1日 | 未実施             |                        |      |
| 日鋼町         |              | 未実施             |                        |      |
| 晴見町一丁目   |              | 未実施             |                        |      |
| 晴見町二丁目   |              | 未実施             |                        |      |
| 晴見町三丁目   |              | 未実施             |                        |      |
| 晴見町四丁目   |              | 未実施             |                        |      |
| 栄町一丁目     | 1961年4月1日 | 未実施             |                        |      |
| 栄町二丁目     | 1961年4月1日 | 未実施             |                        |      |
| 栄町三丁目     | 1961年4月1日 | 未実施             |                        |      |
| 武蔵台一丁目   | 1961年4月1日 | 未実施             |                        |      |
| 武蔵台二丁目   | 1961年4月1日 | 未実施             |                        |      |
| 武蔵台三丁目   | 1961年4月1日 | 未実施             |                        |      |
| 北山町一丁目   | 1965年4月1日 | 未実施             |                        |      |
| 北山町二丁目   | 1965年4月1日 | 未実施             |                        |      |
| 北山町三丁目   | 1965年4月1日 | 未実施             |                        |      |
| 北山町四丁目   | 1965年4月1日 | 未実施             |                        |      |
| 西原町一丁目   |              | 未実施             |                        |      |
| 西原町二丁目   |              | 未実施             |                        |      |
| 西原町三丁目   |              | 未実施             |                        |      |
| 西原町四丁目   |              | 未実施             |                        |      |
| 東芝町         |              | 未実施             |                        |      |
| 美好町一丁目   |              | 未実施             |                        |      |
| 美好町二丁目   |              | 未実施             |                        |      |
| 美好町三丁目   |              | 未実施             |                        |      |
| 日新町一丁目   |              | 未実施             |                        |      |
| 日新町二丁目   |              | 未実施             |                        |      |
| 日新町三丁目   |              | 未実施             |                        |      |
| 日新町四丁目   |              | 未実施             |                        |      |
| 日新町五丁目   |              | 未実施             |                        |      |
| 本宿町一丁目   |              | 未実施             |                        |      |
| 本宿町二丁目   |              | 未実施             |                        |      |
| 本宿町三丁目   |              | 未実施             |                        |      |
| 本宿町四丁目   |              | 未実施             |                        |      |
| 西府町一丁目   |              | 未実施             |                        |      |
| 西府町二丁目   |              | 未実施             |                        |      |
| 西府町三丁目   |              | 未実施             |                        |      |
| 西府町四丁目   |              | 未実施             |                        |      |
| 西府町五丁目   |              | 未実施             |                        |      |

## 人口
東京都に存在する25市の中で3番目の人口数である。
| |                                        |  |
| 府中市と全国の年齢別人口分布（2005年） | 府中市の年齢・男女別人口分布（2005年） |  |
| ■紫色 ― 府中市 ■緑色 ― 日本全国 | ■青色 ― 男性 ■赤色 ― 女性              |  |
| 府中市（に相当する地域）の人口の推移 \| 1970年（昭和45年） \| 163,173人 \| \| \| 1975年（昭和50年） \| 182,474人 \| \| \| 1980年（昭和55年） \| 192,198人 \| \| \| 1985年（昭和60年） \| 201,972人 \| \| \| 1990年（平成2年） \| 209,396人 \| \| \| 1995年（平成7年） \| 216,211人 \| \| \| 2000年（平成12年） \| 226,769人 \| \| \| 2005年（平成17年） \| 245,623人 \| \| \| 2010年（平成22年） \| 255,506人 \| \| \| 2015年（平成27年） \| 260,274人 \| \| \| 2020年（令和2年） \| 262,790人 \| \| |                                        |  |
| 総務省統計局 国勢調査より |                                        |  |
| 1970年（昭和45年） | 163,173人                              |  |
| 1975年（昭和50年） | 182,474人                              |  |
| 1980年（昭和55年） | 192,198人                              |  |
| 1985年（昭和60年） | 201,972人                              |  |
| 1990年（平成2年） | 209,396人                              |  |
| 1995年（平成7年） | 216,211人                              |  |
| 2000年（平成12年） | 226,769人                              |  |
| 2005年（平成17年） | 245,623人                              |  |
| 2010年（平成22年） | 255,506人                              |  |
| 2015年（平成27年） | 260,274人                              |  |
| 2020年（令和2年） | 262,790人                              |  |

高齢化率20.9％（全国平均25.9％）、子供の割合18.5％（全国平均17.7％）。
年と人口の推移は以下の通りである。
| 年   | 人口    |
| ---- | ------- |
| 1950 | 45,342  |
| 1960 | 82,098  |
| 1970 | 163,173 |
| 1980 | 192,198 |
| 1990 | 209,396 |
| 2000 | 226,769 |
| 2010 | 255,506 |
| 2020 | 262,790 |

### 昼夜間人口
2010年に夜間人口（居住者）は255,506人であるが、市外からの通勤者と通学者および居住者のうちの市内に昼間残留する人口の合計である昼間人口は246,380人で昼は夜のおよそ0.964倍の人口になる。通勤者・通学者で見ると市内から市外へ出る通勤者65,001人、市外から市内へ入る通勤者は59,555人と通勤者では市外へ出る通勤者の方がやや多く、また通学者でも市外から市内へ入る通学者は7,229人で市内から市外へ出る通学者10,942人と通学者でも昼は市外へ流出する。国勢調査では年齢不詳の者が東京都だけで16万人いる。上のグラフには年齢不詳のものを含め、昼夜間人口に関しては年齢不詳の人物は数字に入っていないため数字の間に誤差は生じる。

## 行政
一般会計予算額927億1000万円（特別会計を含む予算総額1653億400万5千円）。
平成20年度連結経常行政コスト1890億円（334,000円/市民）、収支△809億円。期末純資産残高4641億円（期間変動88億円）。
歳入における地方交付税の割合0.1％（全国平均16.5％）。

### 市長
- 高野律雄（たかの・のりお）。2012年2月10日就任。4期目。任期満了日は2028年2月9日。

### 歴代町長
- 岩崎秀三郎 1889年5月以前
- 比留間雄亮 1889年5月-1891年5月
- 石坂信次郎 1891年6月-1897年4月
- 矢島次郎左衛門 1897年4月-1900年5月
- 石坂信次郎 1900年5月-1904年5月
- 吉本則道 1904年5月-1905年12月
- 桑田佑凞 1905年12月-1906年8月
- 芦川六蔵 1905年12月-1906年8月
- 石坂信次郎　[注釈 3]
- 内藤次左衛門 1906年8月-1907年12月
- 石坂信次郎 1907年12月-1911年12月
- 関田嘉左衛門 1911年12月-1912年10月
- 大津富蔵 1912年10月-1916年10月
- 桑田英之助 1916年11月-1928年11月
- 小川純一 1928年11月-1932年年7月
- 小川喜太郎 1932年9月-1936年9月
- 桑田佑栄 1936年9月-1940年9月
- 矢島健吉 1940年9月-1943年8月
- 大津捷二 1944年1月-1946年11月
- 森谷森三 1947年4月-1951年4月
- 小林茂一郎 1951年4月-1954年3月

#### 歴代市長
- 小林茂一郎 1954年 4月- 1962年3月
- 矢部隆治 1962年4月- 1979年12月21日
- 吉野和男 1980年2月10日 - 2000年2月
- 野口忠直 2000年2月 - 2012年2月

### 市環境
- 市の環境方針を制定 - 2001年9月1日
  - 環境マネジメントマニュアルを制定 - 2001年11月8日
  - 国際標準規格ISO 14001の認証を取得 - 2002年2月22日
  - 市職員「エコ・アクションプラン」による環境負荷低減行動。
- 「府中市まちの環境美化条例」が施行 - 2004年4月1日
  - すべての人に、公共の場所での禁止行為を指定
  - 事業者への禁止行為を指定
  - 環境美化推進地区を設置。自治会、商店会、法人と美化協定締結と自主的環境美化運動の推進。
  - 喫煙禁止路線を指定。パトロール活動。
  - 環境美化に貢献した人や団体に対して顕彰
- 水と緑のネットワーク形成
- 環境保全
  - 地球温暖化対策地域推進計画。太陽光発電システムの設置支援。
- 景観行政団体となる
- 府中市景観条例を施行 - 2008年
- 景観ガイドライン策定 - 2009年
  - 屋外広告物編・色彩編・緑化編
- 府中市地区計画の区域内における緑地の保全と緑化の推進に関する条例
- 府中市暴力団排除条例[注釈 4]

### 観光スポット
- 東京競馬場（府中競馬場）：競馬、博物館、レストラン街、日本庭園、公園、キッズランド、厩舎、乗馬、花見、バーベキュー

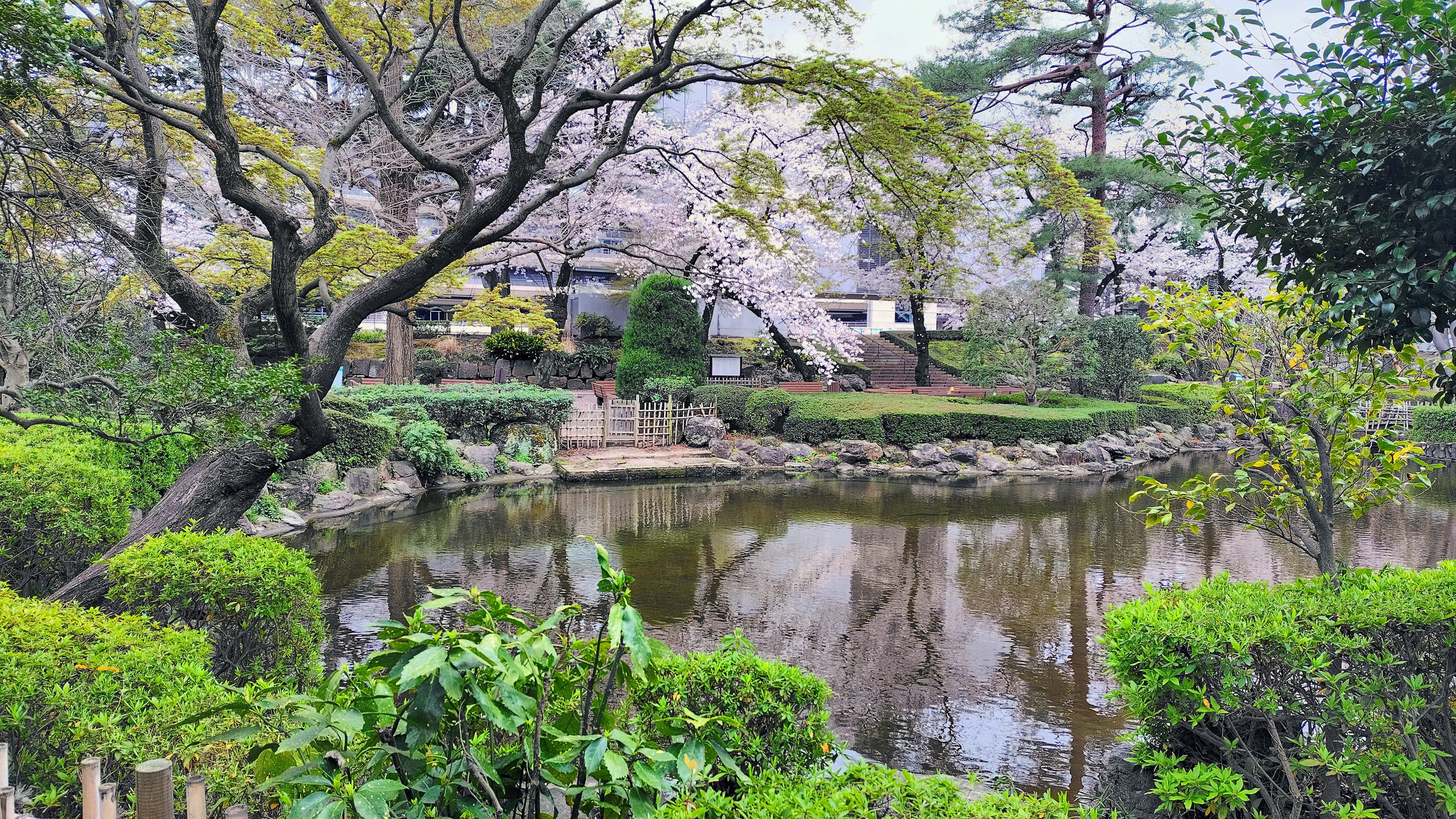
東京競馬場。桜。日本庭園。

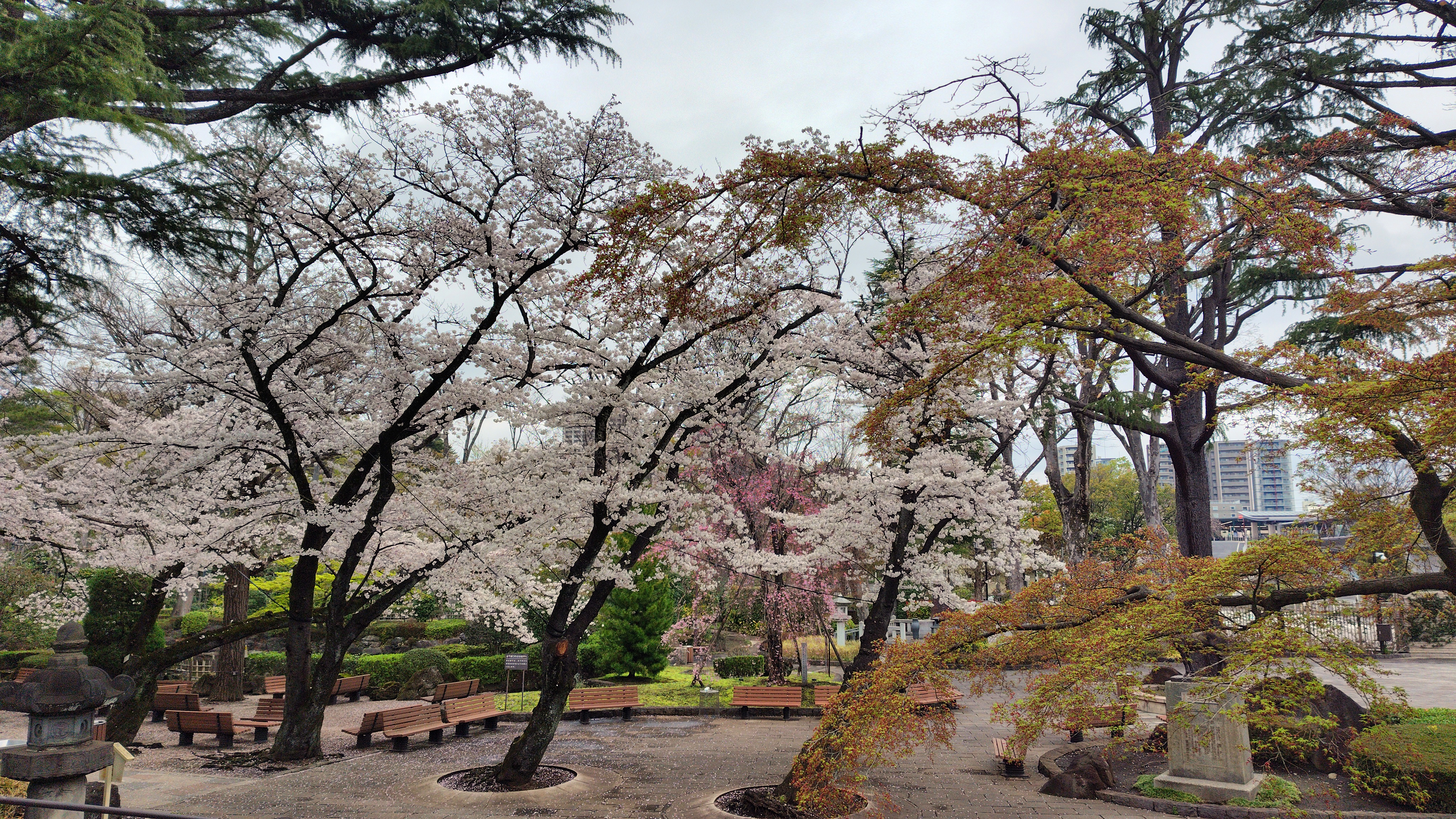
東京競馬場。桜。

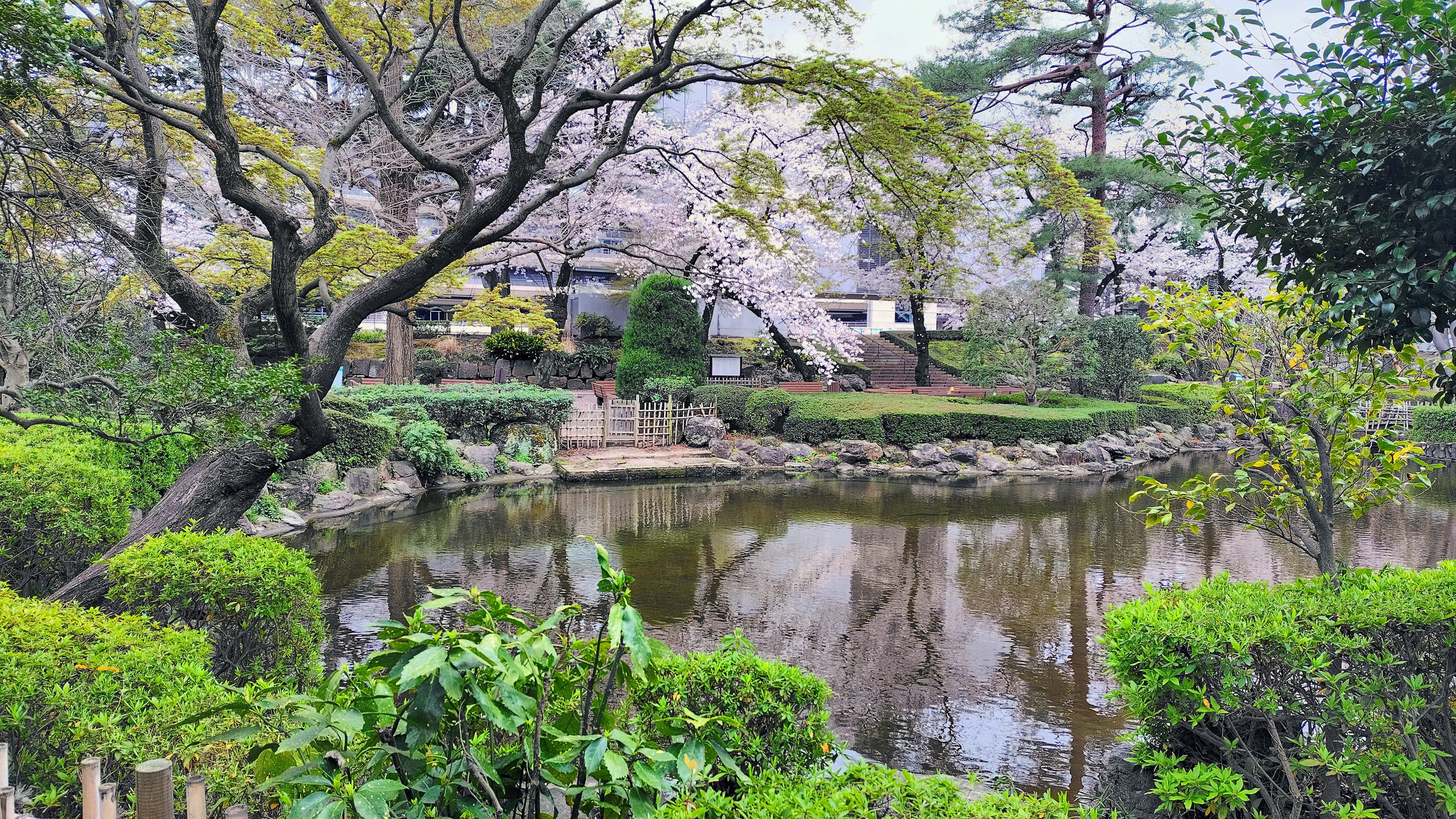
東京競馬場。桜。日本庭園。

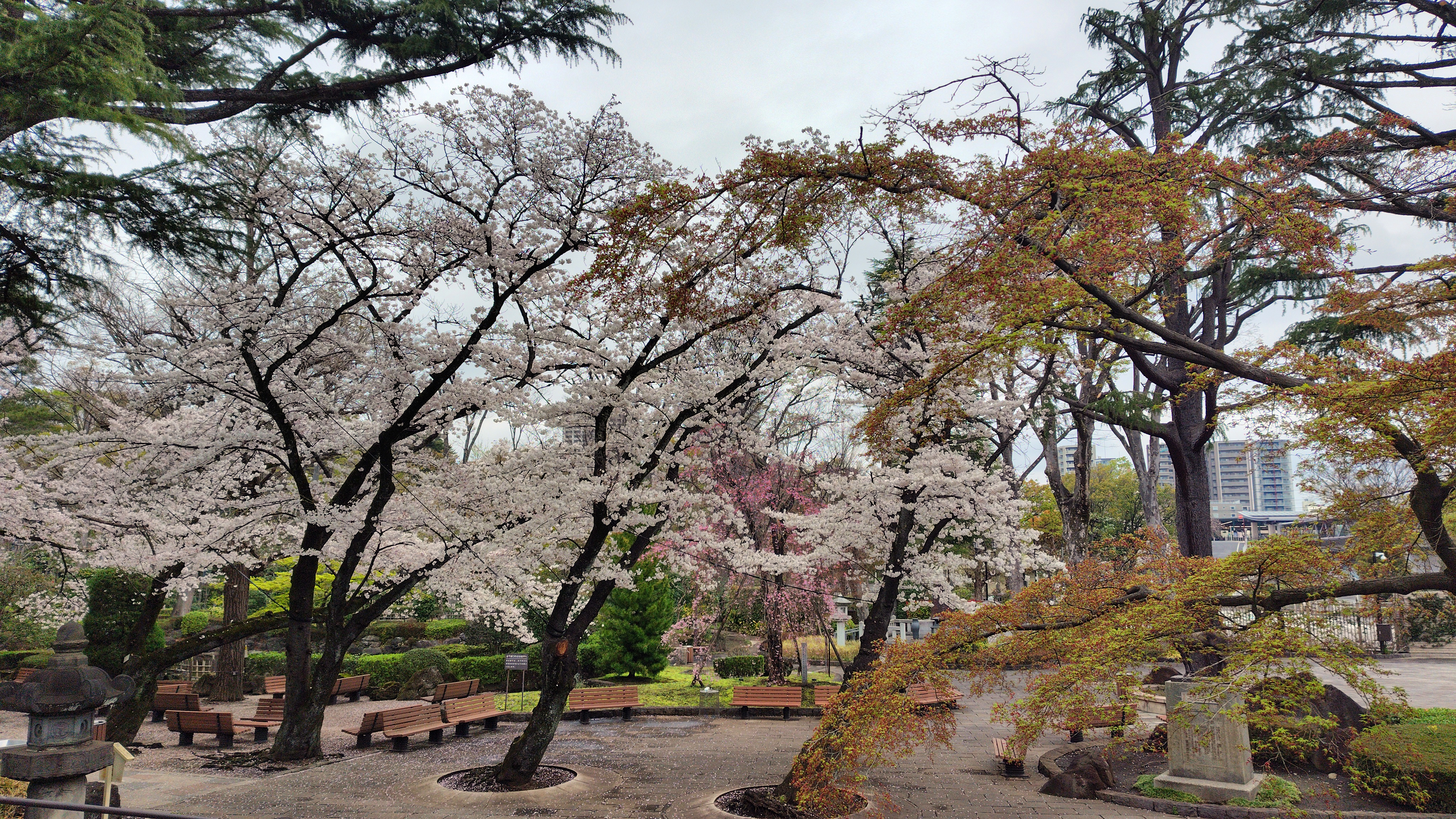
東京競馬場。桜。

### 健康
- 府中市保健計画「健康ふちゅう21」
  - たばこ
  - 飲酒
  - 歯と口腔の健康 - 8020運動
  - 健康の自己管理 - みんなでめざせ 元気体重!
  - 栄養・食生活
  - 身体活動・運動
  - ストレス
  - 地域活動と生きがいづくり

### 防犯・防災
- 「府中市市民生活の安全確保に関する条例」の制定
  - 防犯ガイドマップを配布
  - 防犯情報を発信
  - 防犯パトロールを実施
  - 繁華街などに街頭防犯カメラを設置
  - 犬のお散歩パトロール事業
- 市内タクシー業者との協力
- 水防・防災ステーション
- 防災公園
- 防災行政無線放送
- お知らせメール
- 緊急速報メール
- 市内防犯カメラ（通学路など）

### 広報
新聞の折り込み、希望宅への配布、設置された配布場所、ホームページなどから入手する事が出来る。
- 広報府中[35]
- けやきっ子[35]
- 市議会だより
- 府中市 X（旧Twitter）
- ふちゅこま X（旧Twitter）
- 府中市メール配信サービス
- 観光情報センター（東京観光案内窓口併設）
- 国分寺・府中観光アプリ「ぶらり国・府」
- YouTube 東京都府中市チャンネル
- テレビ広報「まるごと府中」J:COMチャンネル（11チャンネル）
- Fuchu Official Visitor Guide
- Fuchu City Tourism PR

### マスコットキャラクター
- ふちゅこま - 大國魂神社の重要文化財である狛犬を由来とし、一対が存在する。自治体ゆるキャラ初のホリプロタレントである。
- 古都見ちゃん - 府中観光協会のイメージキャラクター。
- フーちゃん - 府中市商店街連合会のキャラクター 歴史ある行事の馬がモチーフ[36]。
- ピースター - 主催するボートレース平和島のキャラクター。

## 議会

### 府中市議会
- 定数：30人
- 任期：2023年4月30日 - 2027年4月29日[37]
- 議長：手塚 としひさ（府中市議会市民フォーラム）
- 副議長：そなえ 邦彦（自由クラブ）

### 東京都議会
2021年東京都議会議員選挙
- 選挙区：府中市選挙区
- 定数：2人
- 任期：2021年7月23日 - 2025年7月22日
- 投票日：2021年7月4日
- 当日有権者数：213,225人
- 投票率：38.21％

| 候補者名 | 当落 | 年齢 | 党派名     | 新旧別 | 得票数   | 備考              |
| -------- | ---- | ---- | ---------- | ------ | -------- | ----------------- |
| 小山有彦 | 当   | 45   | 無所属     | 現     | 41,037票 |                   |
| 鈴木錦治 | 当   | 65   | 自由民主党 | 現     | 23,335票 | 2023年6月18日死去 |
| 柄澤地平 | 落   | 32   | 日本共産党 | 新     | 15,329票 |                   |

2017年東京都議会議員選挙
- 選挙区：府中市選挙区
- 定数：2人
- 任期：2017年7月23日 - 2021年7月22日
- 投票日：2017年7月2日
- 当日有権者数：209,438人
- 投票率：50.72％

| 候補者名 | 当落 | 年齢 | 党派名             | 新旧別 | 得票数   |
| -------- | ---- | ---- | ------------------ | ------ | -------- |
| 小山有彦 | 当   | 41   | 都民ファーストの会 | 現     | 38,381票 |
| 藤井晃   | 当   | 35   | 都民ファーストの会 | 新     | 27,697票 |
| 鈴木錦治 | 落   | 61   | 自由民主党         | 現     | 24,959票 |
| 柄澤地平 | 落   | 28   | 日本共産党         | 新     | 13,502票 |

### 衆議院
- 選挙区：東京30区 （府中市、多摩市、稲城市）
- 任期：2024年10月27日 - 2028年10月26日
- 投票日：2024年10月27日
- 当日有権者数：419,060人
- 投票率：57.63％

| 当落 | 候補者名   | 年齢 | 所属党派         | 新旧別 | 得票数   | 重複 |
| ---- | ---------- | ---- | ---------------- | ------ | -------- | ---- |
| 当   | 五十嵐衣里 | 40   | 立憲民主党       | 新     | 98,146票 | ○    |
| 比当 | 長島昭久   | 62   | 自由民主党       | 前     | 91,798票 | ○    |
|      | 早川寛     | 44   | 日本共産党       | 新     | 19,061票 |      |
|      | 武田祐一郎 | 38   | 参政党           | 新     | 17,013票 |      |
|      | 三井健     | 61   | みんなでつくる党 | 新     | 7,815票  |      |

## 公共機関

### 市の出張所
府中駅北第2庁舎、市政情報センター（武蔵府中ル・シーニュ内）、東部出張所（白糸台文化センター内）、西部出張所（西府文化センター内）

### 警察
- 警察庁警察大学校 - 警察庁の研修施設。
- 警視庁運転免許本部・府中運転免許試験場 - 東京都内の3つの試験場のうちの一つであり、市北東部の多磨霊園北側に所在する。
- 警視庁警察学校 - 警視庁警察官を育成。
- 警視庁第七機動隊 - 警視庁警備部の執行隊。
- 警視庁府中警察署 - 管轄地域は市域すべて。同署は警視庁第八方面本部の管轄下に置かれる。

### 消防
管轄地域は市域すべて。東京消防庁第八消防方面本部の管轄下に置かれる。日本の消防は市町村の責任業務であるが、多摩地域の大半の市町村は東京消防庁へ消防業務を委託しており、本市もそれに倣っている。
- 東京消防庁府中消防署（寿町1-5）
  - 分梅出張所（分梅町5-9-7）
  - 朝日出張所（朝日町3-13）
  - 是政出張所（是政2-12-5）
  - 栄町（栄町3-1-4）

### 法務省
- 東京法務局府中支局
- 府中刑務所

### 財務省国税庁
- 東京国税局武蔵府中税務署

### 厚生労働省
- 東京労働局府中公共職業安定所

### 防衛省・自衛隊
- 航空自衛隊府中基地
- 航空自衛隊航空支援集団司令部
- 航空自衛隊航空開発実験集団司令部

### 在日米軍
- 府中通信施設[注釈 5]

### 東京都の機関
- 東京都府中都税支所
- 東京都多摩建築指導事務所
- 東京都多摩府中保健所
- 東京都北多摩南部建設事務所
- 東京都西部住宅建設事務所
- 東京都下水道局流域下水道本部北多摩一号水再生センター

### 医療
- 東京都立多摩総合医療センター（東京ER・府中）
- 東京都立小児総合医療センター
- 東京都立神経病院
- 東京都神経科学総合研究所
- 東京都立府中療育センター
- 東京都多摩がん検診センター
- 公益財団法人日本心臓血圧研究振興会付属榊原記念病院
- 医療法人社団　共済会 共済会櫻井病院
- 医療法人社団　喜平会 奥島病院
- 医療法人社団　大慈会 慈秀病院
- 医療法人社団　恵仁会 府中恵仁会病院
- 医療法人社団　根岸病院
- 医療法人社団　慈敬会 府中医王病院
- 医療法人財団ㅤ赤光会 斎藤病院

府中市提供「市内の病院一覧」csv

### 福祉
- ちゅうNet
- 就労移行支援事業所LITALICOワークス府中

### 郵便

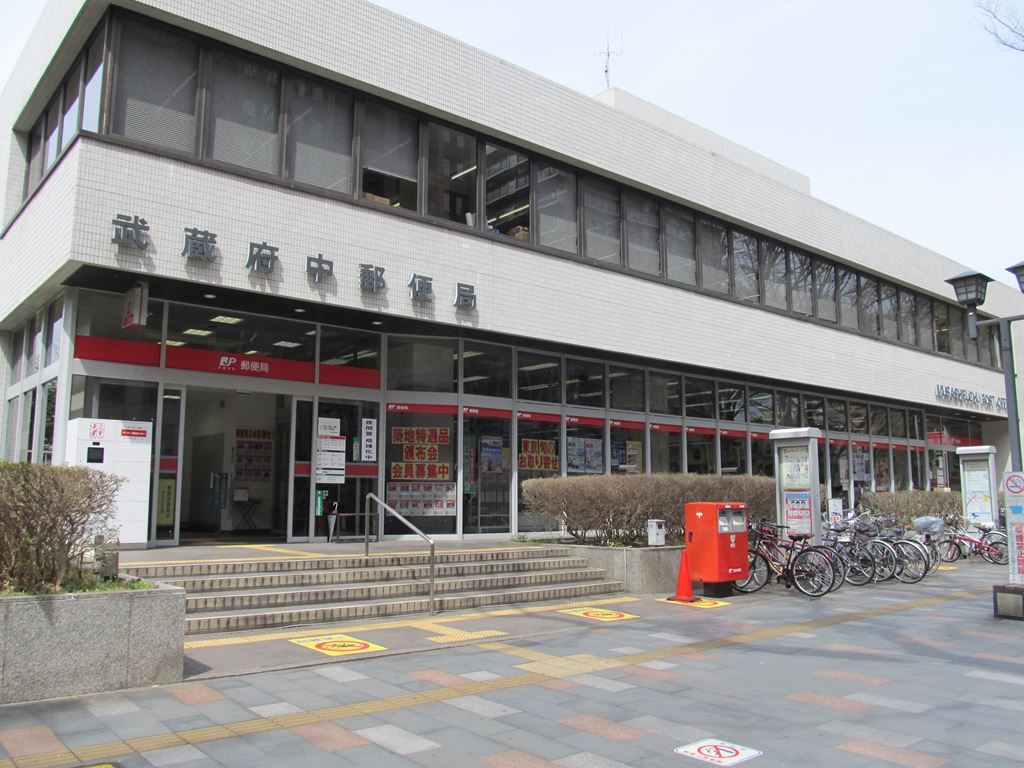
武蔵府中郵便局

- 武蔵府中郵便局 - 集配地域は市域すべて。郵便番号は183が付与されている。
- 東京多摩郵便局 - 多摩地域の集配拠点となる郵便局。

### 上水道
- 東京都水道局

### 下水道

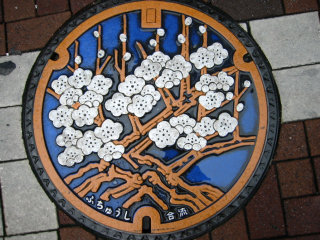
マンホール蓋

- 府中市環境安全部下水道課
- 多摩川左岸北多摩一号流域下水道
- 東京都下水道局北多摩一号水再生センター

### ゴミ処理
- 多摩川衛生組合 - 稲城、狛江、国立、及び府中市で構成。稲城市大丸にある「クリーンセンター多摩川」を運営する。
- 二枚橋衛生組合 - 小金井、府中市及び調布市で構成していた。3市に跨る市境に在ったが、施設の老朽化が著しく、2007年3月31日に全ての焼却炉が停止され、2010年3月に組合を解散した。
- 収集方式
  - 個別収集方式を2010年2月22日より採用している。それ以前は集積型の大きな「ゴミ箱」(ダストボックス)を市内全域に配置していた。収集方式変更の大きな理由は、ゴミ処理費用の削減として、民間業者への収集委託、市民に対して有料袋の導入であったが、変更後の目標としては、「ゴミ50%削減」と「リサイクル率日本一」を掲げている。市職員は「エコ・アクションプラン」に取り組み、リサイクル商品の利用に努めている。
  - リサイクル回収は定期的に行われている。
  - 粗大ごみ回収は個別申し込み形式である[39]。

かつては市内全域に1万個以上もの集積型の大きな「ゴミ箱」が配置され、他市民がうらやみ多くの自治体も設置するなど、全国に広がっていった。美化面、無料排出、時間無制限排出の利点があったが、欠点として近隣他市住民が幹線道路沿いの「ゴミ箱」脇に粗大ゴミや無分別を含むをゴミ不法投棄する事件が慢性的に発生し、ゴミ処理費の高止まり、減量の面でも問題が発生した。ゴミ排出量増大、分別不徹底や事業系・市外のゴミの不法投棄を招いているなどの理由により、2010年2月より「ゴミ箱」（ダストボックス）廃止・有料化・個別収集化へ変更した。このダストボックスを廃止し戸別収集へ変更した結果、ゴミ処理費用は5年で約3億4千万円の減額。
- 実施内容
  - 1万トンごみ減量大作戦
  - プラスチック類ゴミの不燃物分別収集による資源化促進
  - ゴミの減量（市民マイバッグ持参運動）
  - 資源ゴミの回収（瓶・缶・ペットボトル・古布・古紙）
  - 集団回収（時期回、PTA等）
  - 店頭回収（民間業者の協力）
  - 生ごみの資源循環システム
  - リサイクル事業（自転車販売）
  - 家庭廃食用油・使い捨てライターの収集
  - 使用済みハガキ・手紙の回収
  - 犬猫の死体回収
  - 粗大ゴミの回収
  - 事業用ゴミ回収
  - 府中市、町田市、西東京市と江東区共同による、放置自転車のカンボジア寄贈事業
- ごみの減量 市民からの要望によりゴミ袋に5リットルの容量を用意するなど、ゴミの減量に取り組んだ結果、多摩地域の中で第一位で一年間でごみ減量18%を達成[42]。

### 市が設立した法人など
府中市が設立した法人・直接関係のある法人
- 財団法人府中文化振興財団 - 郷土の森博物館の管理運営、芸術・文化の振興事業など
- 財団法人 府中市中小企業勤労者サービス公社
- 公益社団法人府中市シルバー人材センター
- むさし府中青年会議所
- むさし府中商工会議所 - 商工まつりの実施など
- 府中市芸術文化協会（旧称：府中市文化団体連絡協議会）
- 府中駐車場管理公社
- 多摩地域福祉有償運送運営協議会
- 社会福祉法人府中市社会福祉協議会 - 心身障害者福祉センター、しみずがおか高齢者在宅サービスセンターの運営など

## 姉妹都市・提携都市

### 日本国内
姉妹都市
- 佐久穂町（長野県南佐久郡）
旧八千穂村と盟約した後、町村合併した佐久穂町と盟約

提携都市
- 常滑市（愛知県）
1997年（平成9年）3月27日 災害時相互応援協定締結

### 海外
友好都市
- ウィーン市ヘルナルス区（オーストリア共和国連邦州）

## 施設

### 神社仏閣

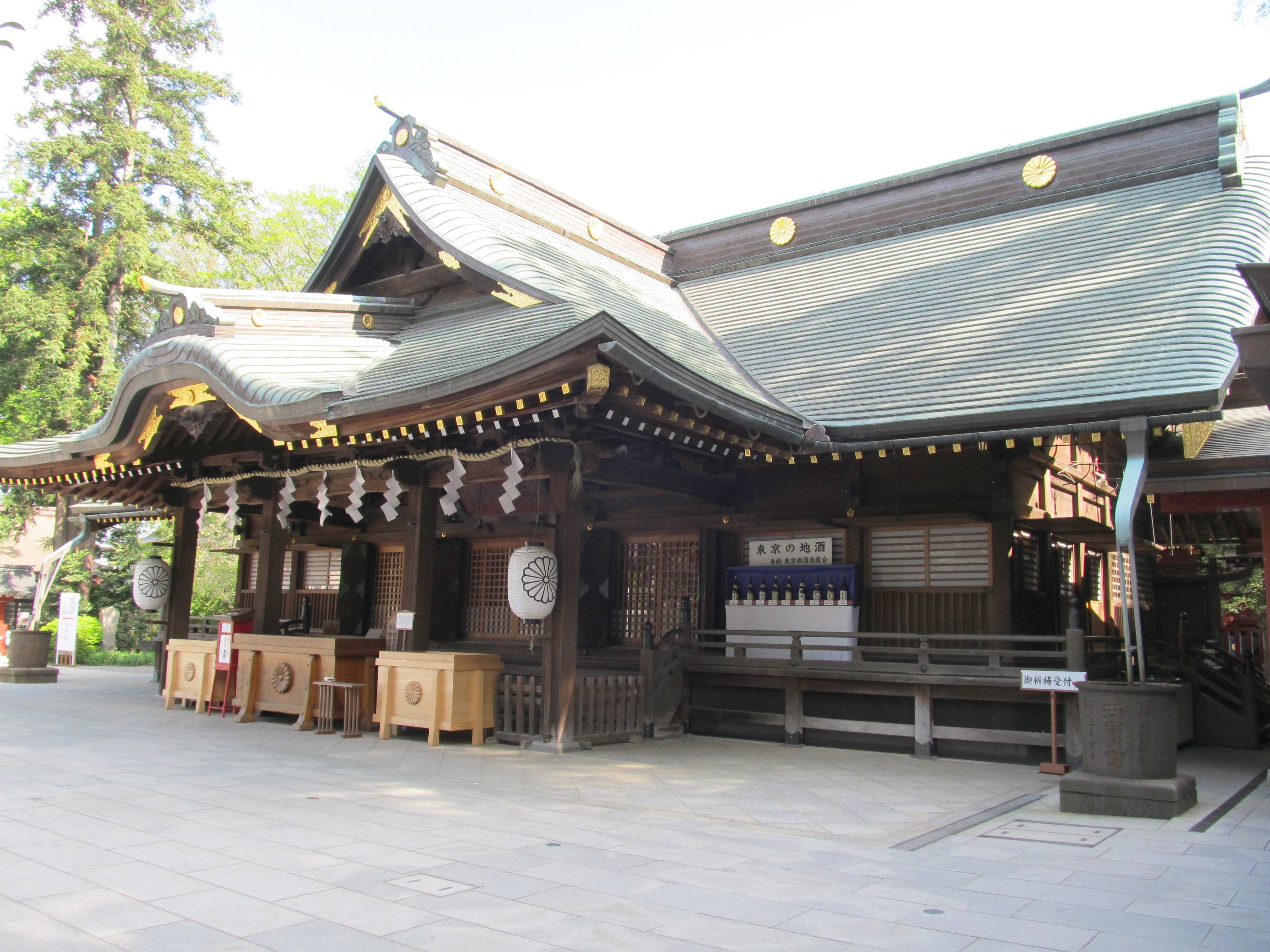
大國魂神社

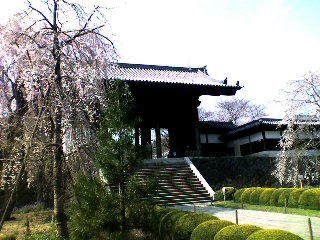
東郷寺

- （叡光山佛乗院）安養寺 - 「化狸ものがたり」
- （本覺山真如寺）妙光院 - 859年創建。真言宗の名刹。南北朝時代の「金銅蓮華形磬」・徳川家康の石。
- 大國魂神社（六所宮） - 特に格式の高い「東京五社」の一つとなっている。「くらやみ祭」と呼ばれる国府祭が行われる、武蔵国の総社。六社の祭神を合祀。
- 高安寺（龍門山等持院高安護國禪寺） - 武蔵国安国寺。室町幕府初代将軍の足利尊氏が開基。武将の本陣となった。
- 武蔵国府八幡宮（八幡神社、六所八幡神社、府中八幡宮） - 国府八幡宮
- （聖将山）東郷寺 - 黒澤明監督の映画「羅生門」の舞台。サクラの名所ともなっている。
- （是政山宝珠寺）西蔵院 - 「鼻取り地蔵」
- （大悲山清涼院）普門寺 - 「目の薬師様」
- 浅間神社
- （浅間山）慈恵院 - 附属多摩犬猫霊園は日本最大規模のペット霊園[43]。
- （悲願山、彼岸山圓養院）長福寺 - 1230年創建。八角形の本堂を持つ。
- （古木山諏訪院）善明寺
- 是政八幡神社
- 瀧神社
- 小野神社
- （八幡山廣徳院）本願寺
- （諸法山相承院）称名寺 - 寛元3年(1245年)。日限子育地蔵尊。
- 熊野神社

### 商業施設など

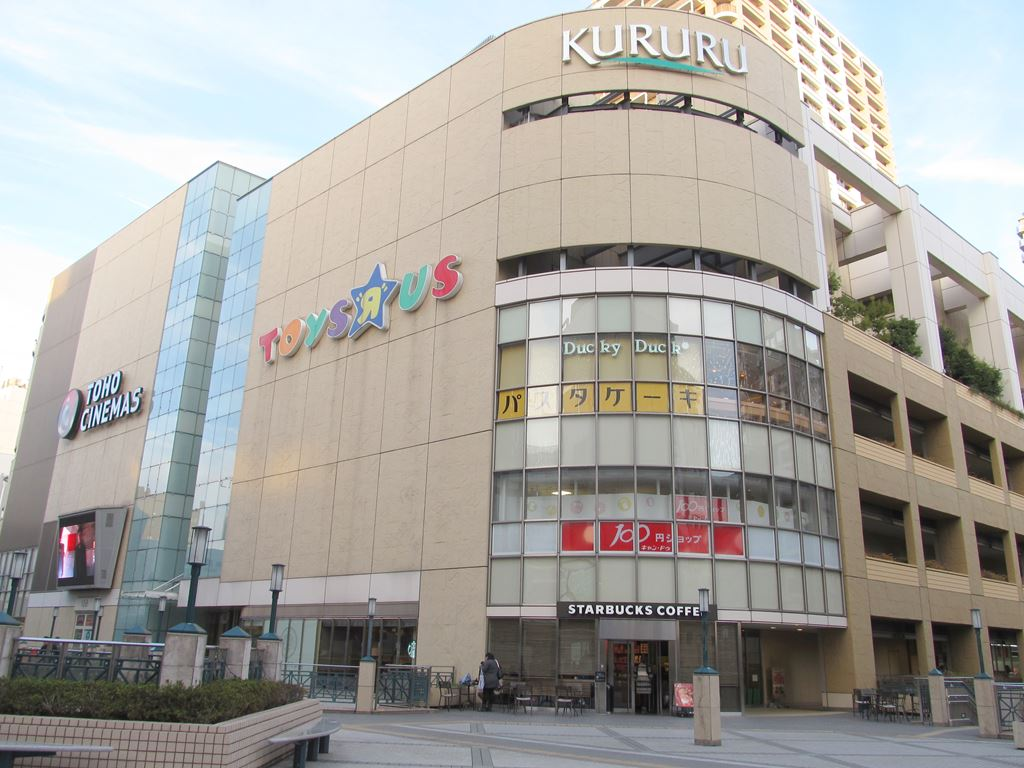
くるる

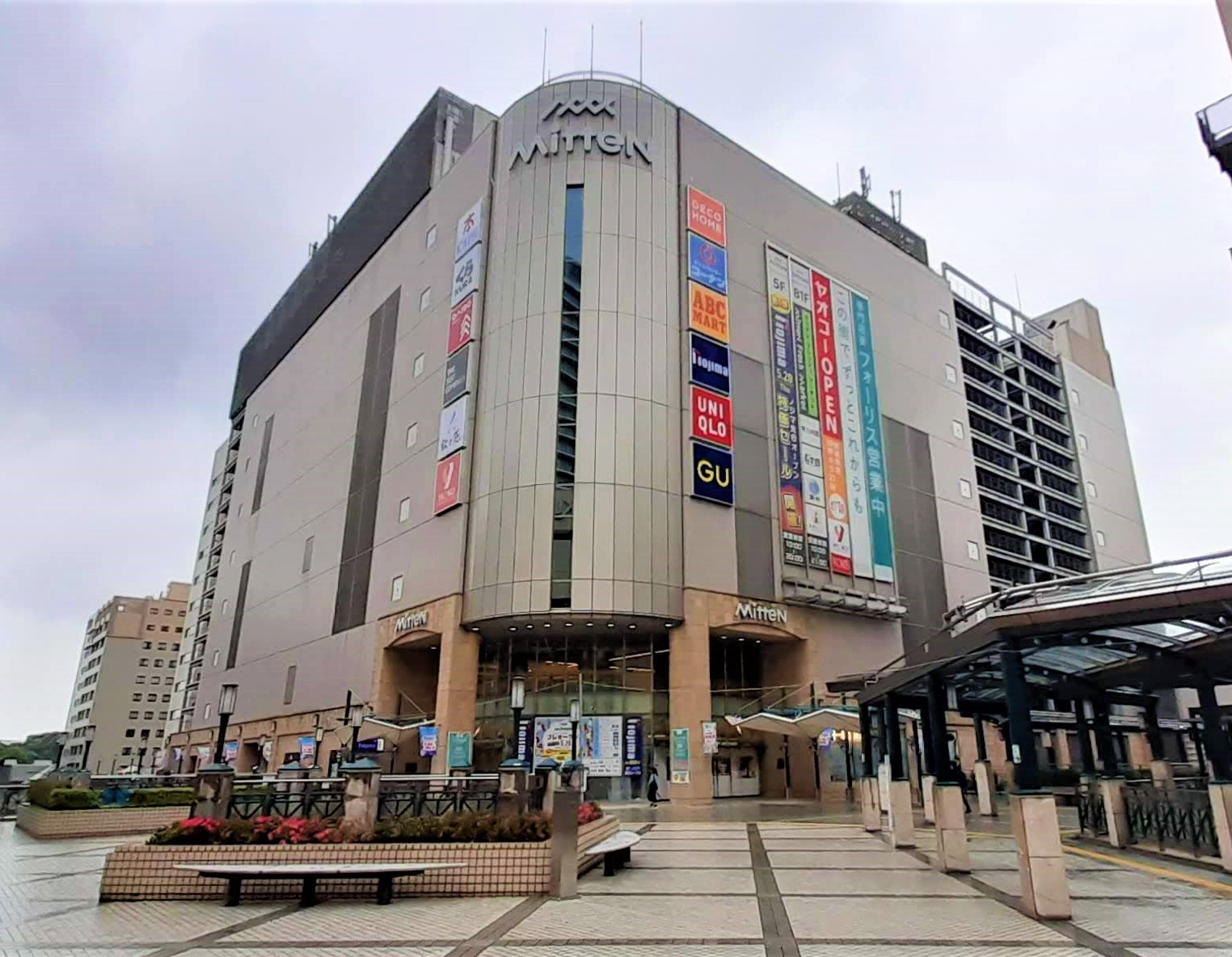
ミッテン府中

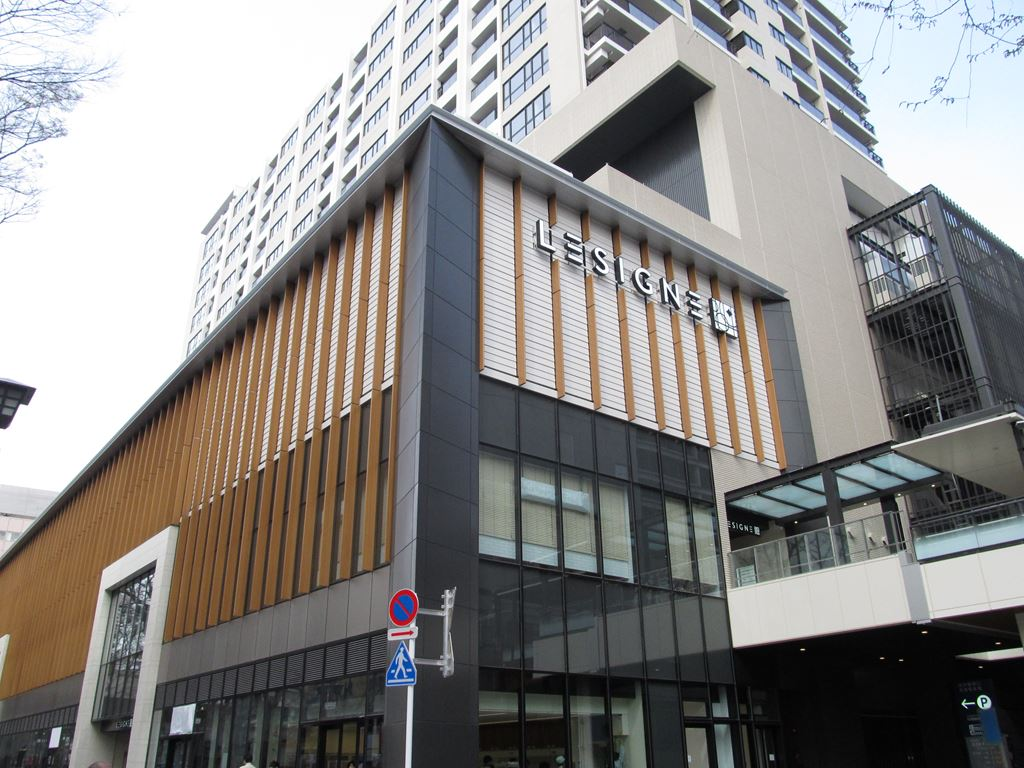
武蔵府中ル・シーニュ

- ぷらりと京王府中（旧：京王府中ショッピングセンター）- 府中駅の駅舎および駅ビル
  - ぷらりと西1階（啓文堂書店など）、ぷらりと西2～7階（京王アートマン・ダイソーなど）、ぷらりと東2階（京王ストアエクスプレスなど）
  - ぷらりと東1階TSUZUMI（旧：食舞台つづみ）
- 府中駅南口再開発ビル
  - ミッテン府中・フォーリス（キーテナントの伊勢丹府中店は閉店、跡地にはノジマが主導のミッテン府中が出店[44]）
  - くるる（TOHOシネマズ府中など）
  - 武蔵府中ル・シーニュ（京王ストア府中店など）
- ROUND1（旧イトーヨーカドー府中店）（府中本町駅）
- MINANO（分倍河原駅）
- オーケー西府店（西府駅）
- 府中ショッピングスクエア（ヤマダデンキ、サミットストアなど）
- フレスポ府中（旧：府中クレッセ　ロピア、ユニクロなど）
- RAKU SPA Station 府中 極楽湯（旧 縄文の湯） 天然温泉施設

### 公園など
- 東京都立府中の森公園

武蔵野公園 入り口付近の噴水

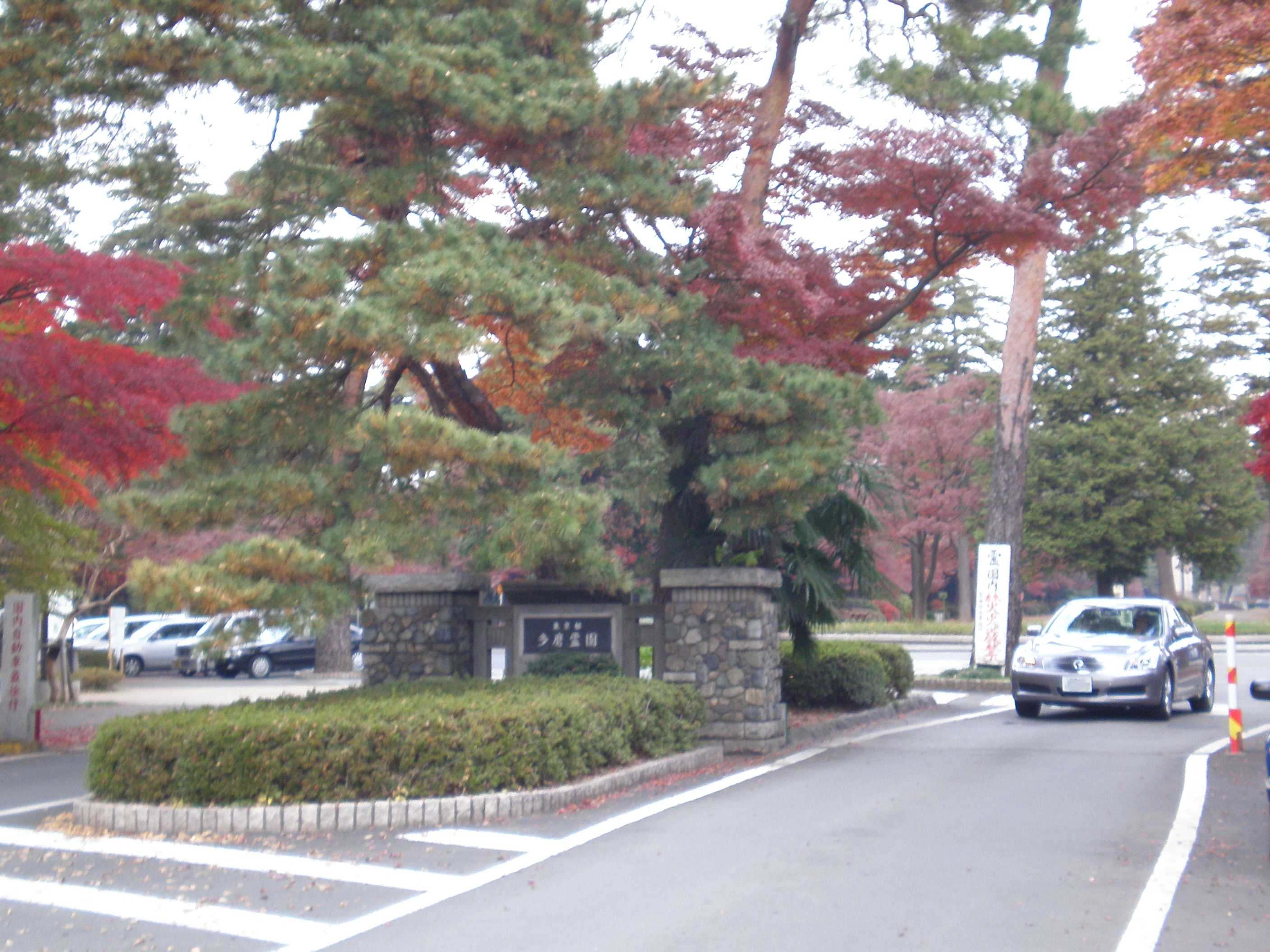
東京都立多磨霊園

- 東京都立武蔵野公園（小金井市と跨っている）
- 東京都立浅間山公園
- 東京都立武蔵野の森公園
- 東京都立野川公園（市境が公園に接している）
- 東京都立多磨霊園
- 府中市郷土の森公園（元：市民健康センター）
- 府中市郷土の森博物館（広場）

参考
- 府中市道桜通り・府中公園通り

中央文化センター前で交叉する府中市道桜通り・府中公園通りは沿道が桜並木である。桜通りは1kmにわたって桜の木が並んでおり、毎年桜の咲き始めから夜間ライトアップが行われ、4月初旬ごろには府中公園で「市民桜まつり」が開催される。
- 本宿町公園

### ホール・劇場・映画館
- 府中の森芸術劇場 - ウィーンホールの音響は、高く評価されている。
- TOHOシネマズ府中

### 博物館・美術館

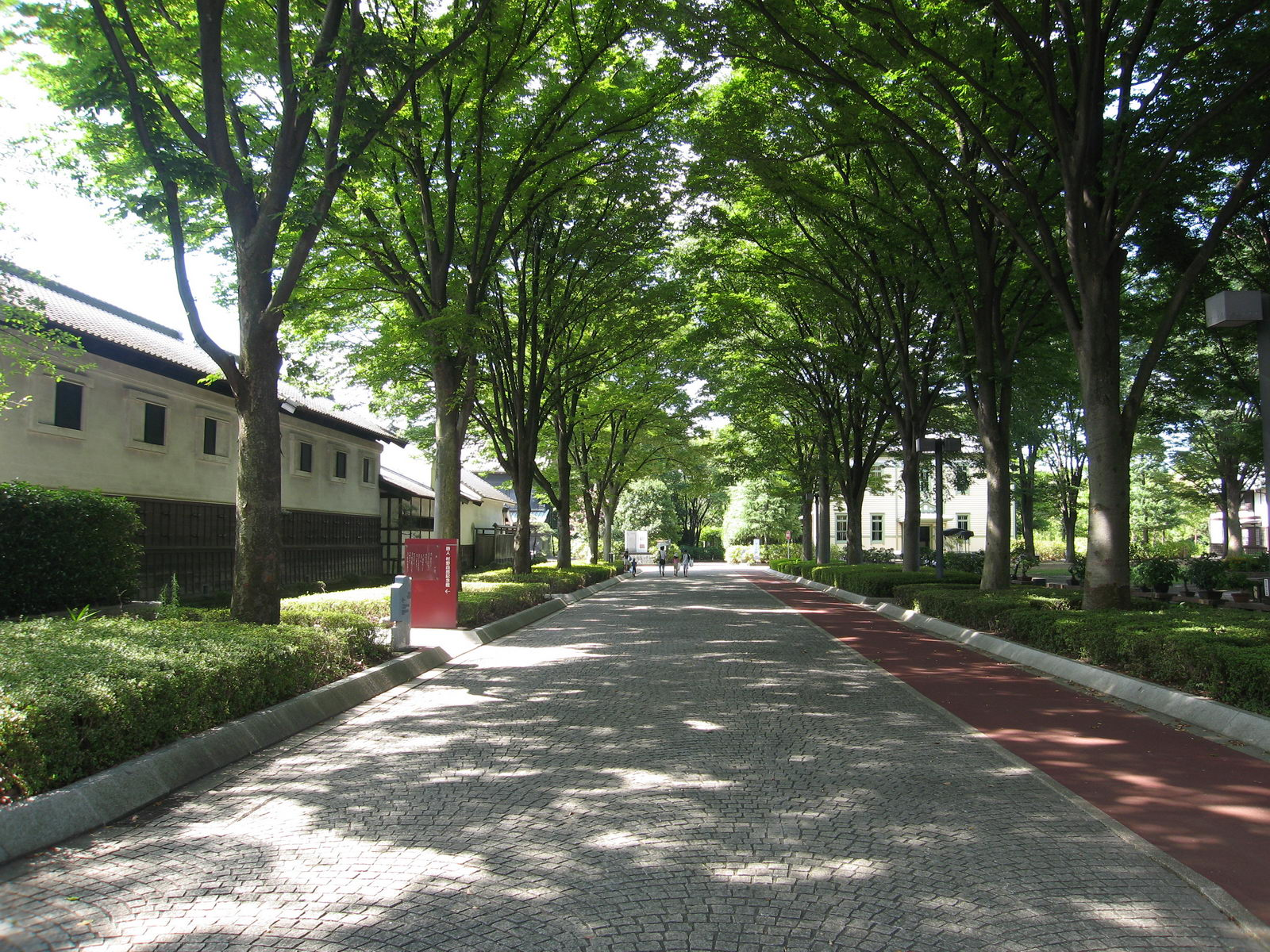
府中市郷土の森博物館

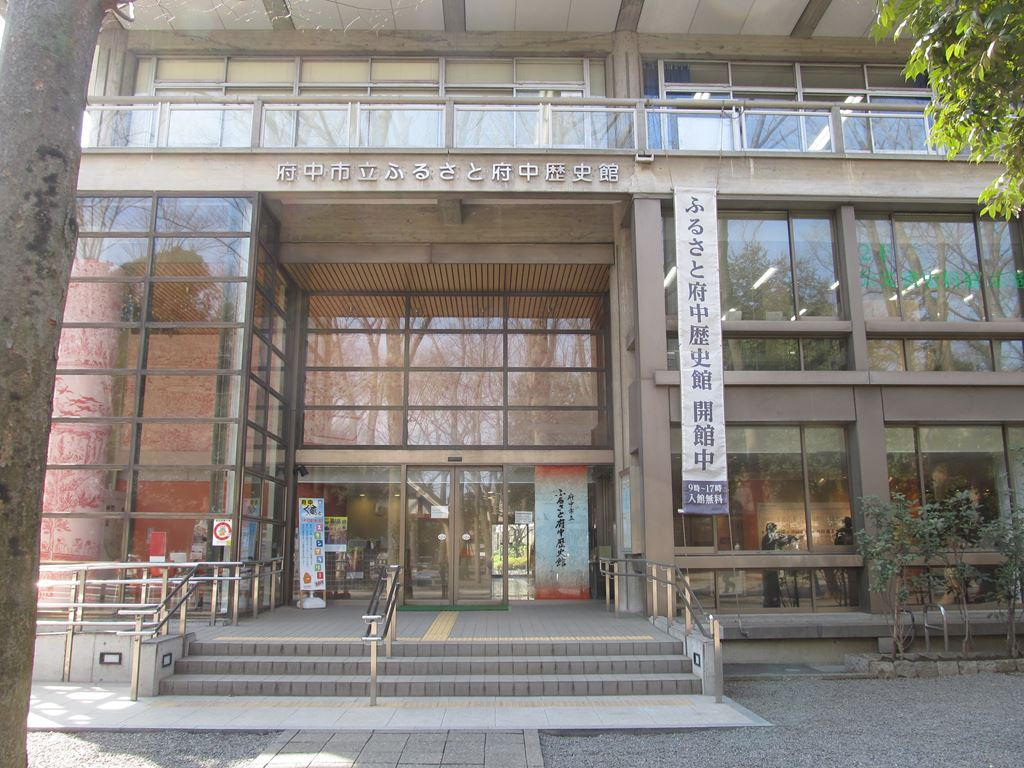
府中市立ふるさと府中歴史館

- 郷土の森博物館（日本最大級のプラネタリウム併設）
- 府中市立ふるさと府中歴史館
- 府中市美術館
- 日本中央競馬会（JRA）JRA競馬博物館

### 公営競技場
- 競馬：東京競馬場（府中競馬場）：東京優駿（日本ダービー）など
- 競艇：ボートレース多摩川（主催は青梅市・東京都四市競艇事業組合）

府中市はボートレース平和島（東京都大田区に所在）を主催。

### スポーツ施設
- 郷土の森総合体育館（市立総合体育館）

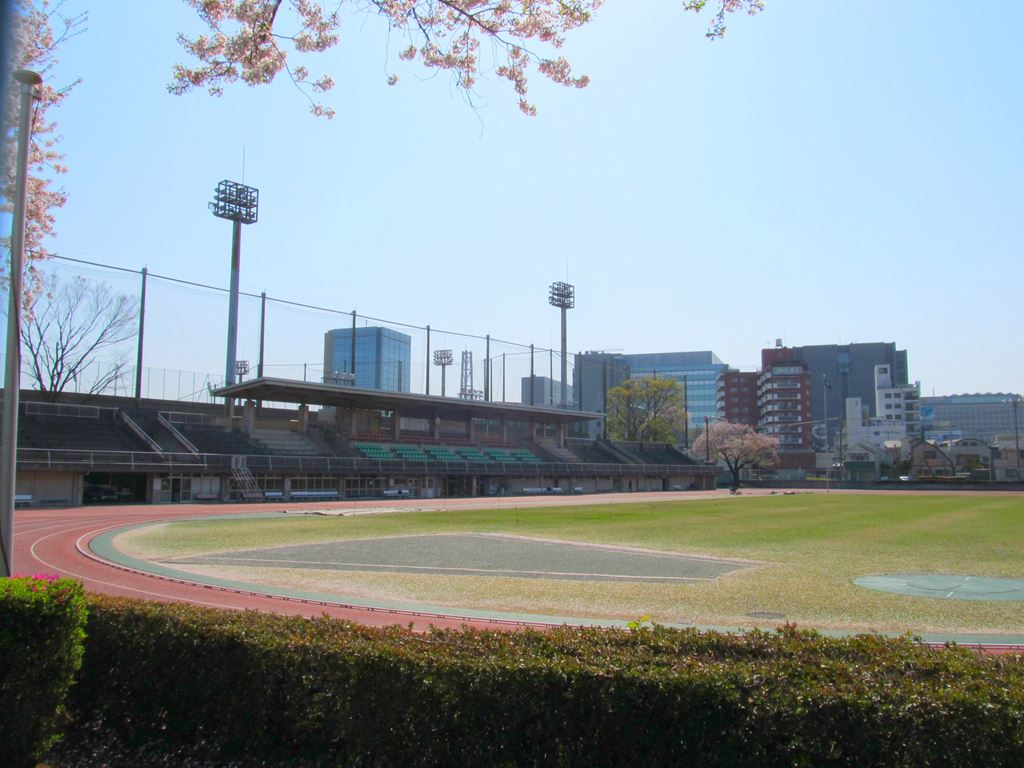
府中市民陸上競技場。府中市民球場の照明も見える。

- 郷土の森総合プール（市民総合プール）、各地域のプール
- 生涯学習センター（体育館、温水プール、スポーツジム）
- 府中市民球場
- 府中市民陸上競技場
- 地域体育館
  - 白糸台体育館、押立体育館、栄町体育館、日吉体育館、本宿体育館、四谷体育館
- 野球場（市内約7か所）
- 庭球場（市内約15か所）
- サッカー場（市内約4か所）
- 多摩川サイクリングロード

### 市場
- 大東京綜合卸売センター

1966年12月に開場した、当時東京都多摩地域最大の卸売市場である。1973年8月には、東京都から地方卸売市場の開設許可を受けた。水産物、食肉、青果物、海苔茶、惣菜、その他食品、雑貨を取り扱う店が並ぶ。

### 住宅団地
- 都市再生機構車返団地 - 昭和53年 ： 府中都市計画事業(一団地の住宅施設)
- 都市再生機構府中団地- 昭和35年 ： 府中都市計画事業（一団地の住宅施設、晴見町）
- 府中日鋼団地
- 東京都住宅供給公社府中窓口センター

### 社会教育施設・宿泊施設
- 府中市立中央文化センター
- ルミエール府中（市民会館）
- 青少年キャンプ訓練場

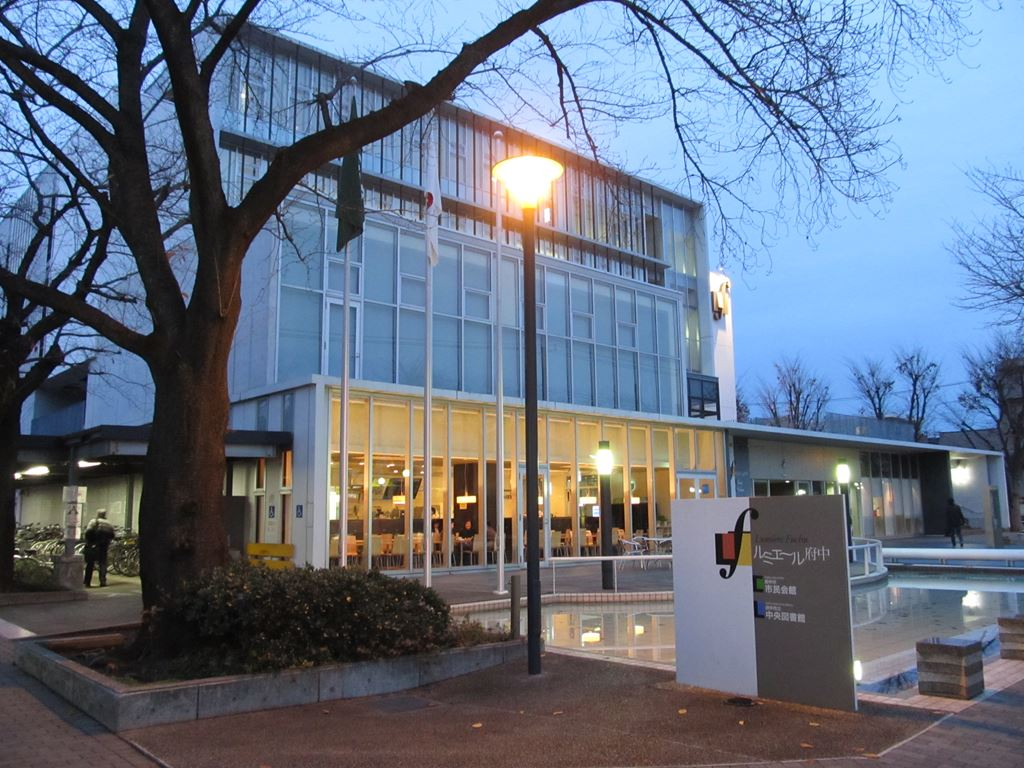
ルミエール府中（中央図書館・ホール）

- 是政緑地レクリエーション広場（バーベキュー・キャンプ）
- 生涯学習センター内宿泊施設
- 市民保養所「やちほ」（長野県南佐久郡佐久穂町） - 姉妹都市に建設された宿。
- 八ヶ岳府中山荘（山梨県北杜市高根町清里） - 林間学校施設として建設され、一般の人も利用可能なセルフサービスの宿。

### 図書館
1961年、旧府中町役場に図書館が作られた後、移転や地区図書館の開設が行われて、市立図書館の蔵書は2019年3月末時点で149万冊を超える。
図書検索予約システムがある（京王沿線7市図書館連携事業により登録した者は利用できない）
- 中央図書館（ルミエール府中内）
- 白糸台図書館
- 西府図書館
- 武蔵台図書館
- 新町図書館
- 住吉図書館
- 是政図書館
- 紅葉丘図書館
- 押立図書館
- 四谷図書館
- 片町図書館
- 宮西図書館
- 生涯学習センター図書館
- 視聴覚資料室

### その他公共施設
出典: 
府中市公共施設予約システムから利用予約できる施設もある。
- 防災広場
- 府中NPO・ボランティア活動センター
- 男女共同参画センター「フチュール」（中河原駅北口再開発ビル「ステーザ府中中河原ビル」4階、旧「スクエア21・女性センター」）[47]
- 国際交流サロン
- 振興会館
- 東京自治会館
- 多摩交流センター
- 府中の森市民聖苑
- 公営 稲城・府中メモリアルパーク[48]

## 教育

### 幼稚園
市立
- 矢崎幼稚園、みどり幼稚園、小柳幼稚園

私立
- 明星幼稚園、府中文化幼稚園、府中白百合幼稚園、府中つくし幼稚園、府中白百合第二幼稚園、府中新町幼稚園、北山幼稚園、三光幼稚園、府中ひばり幼稚園、府中白糸台幼稚園、府中わかば幼稚園、武蔵野学園ひまわり幼稚園、府中おともだち幼稚園、府中天神町幼稚園、府中あおい幼稚園、府中佼成幼稚園、あおい第一幼稚園

### 小学校
市立
| - 府中市立府中第一小学校 - 府中市立府中第二小学校 - 府中市立府中第三小学校 - 府中市立府中第四小学校 - 府中市立府中第五小学校 - 府中市立府中第六小学校 - 府中市立府中第七小学校 - 府中市立府中第八小学校 - 府中市立府中第九小学校 - 府中市立府中第十小学校 - 府中市立武蔵台小学校 | - 府中市立住吉小学校 - 府中市立新町小学校 - 府中市立本宿小学校 - 府中市立白糸台小学校 - 府中市立矢崎小学校 - 府中市立若松小学校 - 府中市立小柳小学校 - 府中市立南白糸台小学校 - 府中市立四谷小学校 - 府中市立南町小学校 - 府中市立日新小学校 |

私立
- 明星小学校
- 武蔵野学園小学校

### 中学校
市立
| - 府中市立府中第一中学校 - 府中市立府中第二中学校 - 府中市立府中第三中学校 - 府中市立府中第四中学校 - 府中市立府中第五中学校 - 府中市立府中第六中学校 | - 府中市立府中第七中学校 - 府中市立府中第八中学校 - 府中市立府中第九中学校 - 府中市立府中第十中学校 - 府中市立浅間中学校 |

私立
- 高校を併設している場合は高校の項に記す。

### 高等学校
都立
- 東京都立府中高等学校 - 府中私立赤松高等学校から都立に移管した。
- 東京都立府中西高等学校
- 東京都立府中東高等学校
- 東京都立府中工科高等学校
- 東京都立農業高等学校

私立
- 明星中学校・高等学校

### 特別支援学校
都立
- 東京都立府中けやきの森学園
- 東京都立武蔵台学園

### 大学

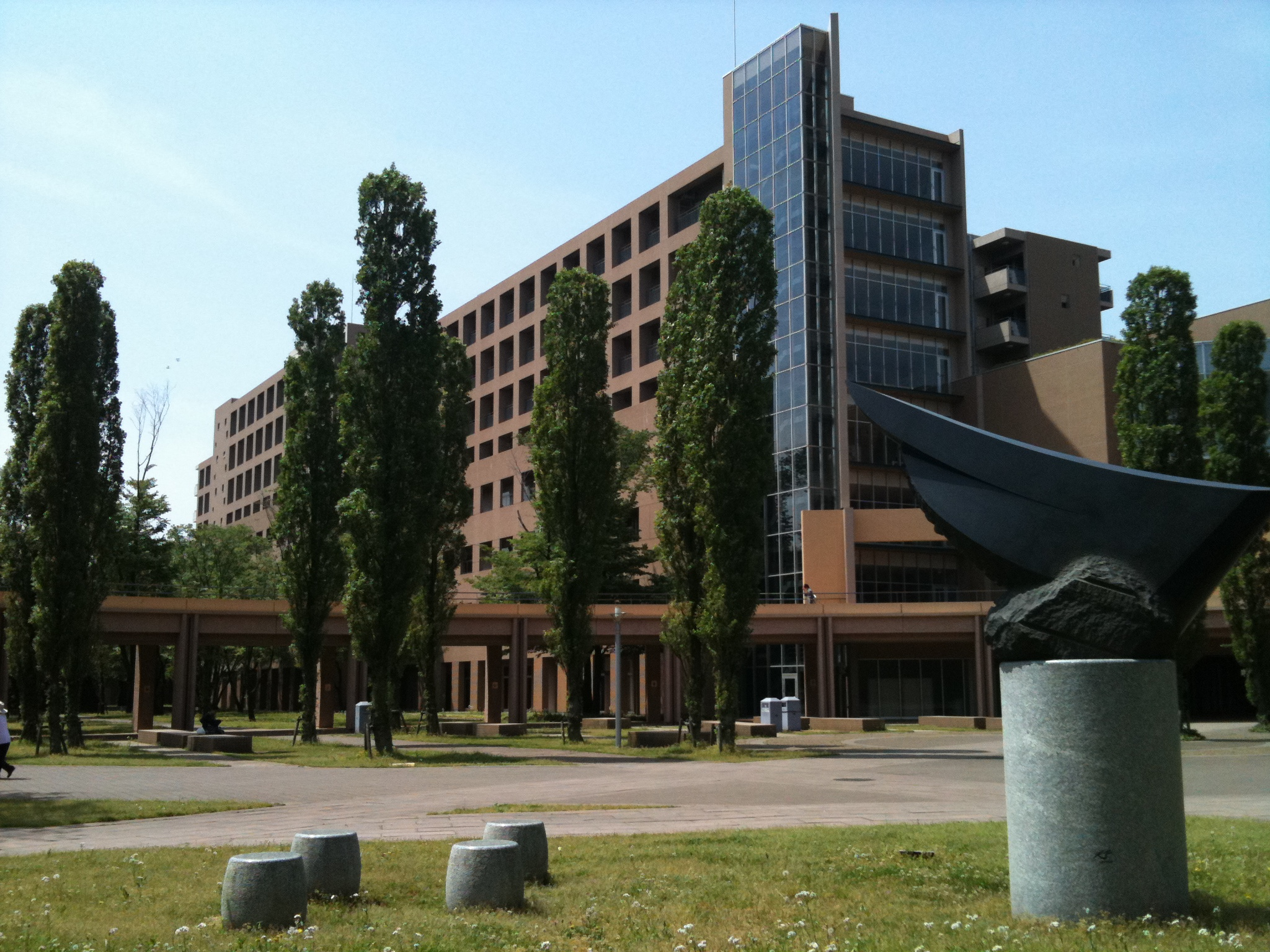
東京外国語大学

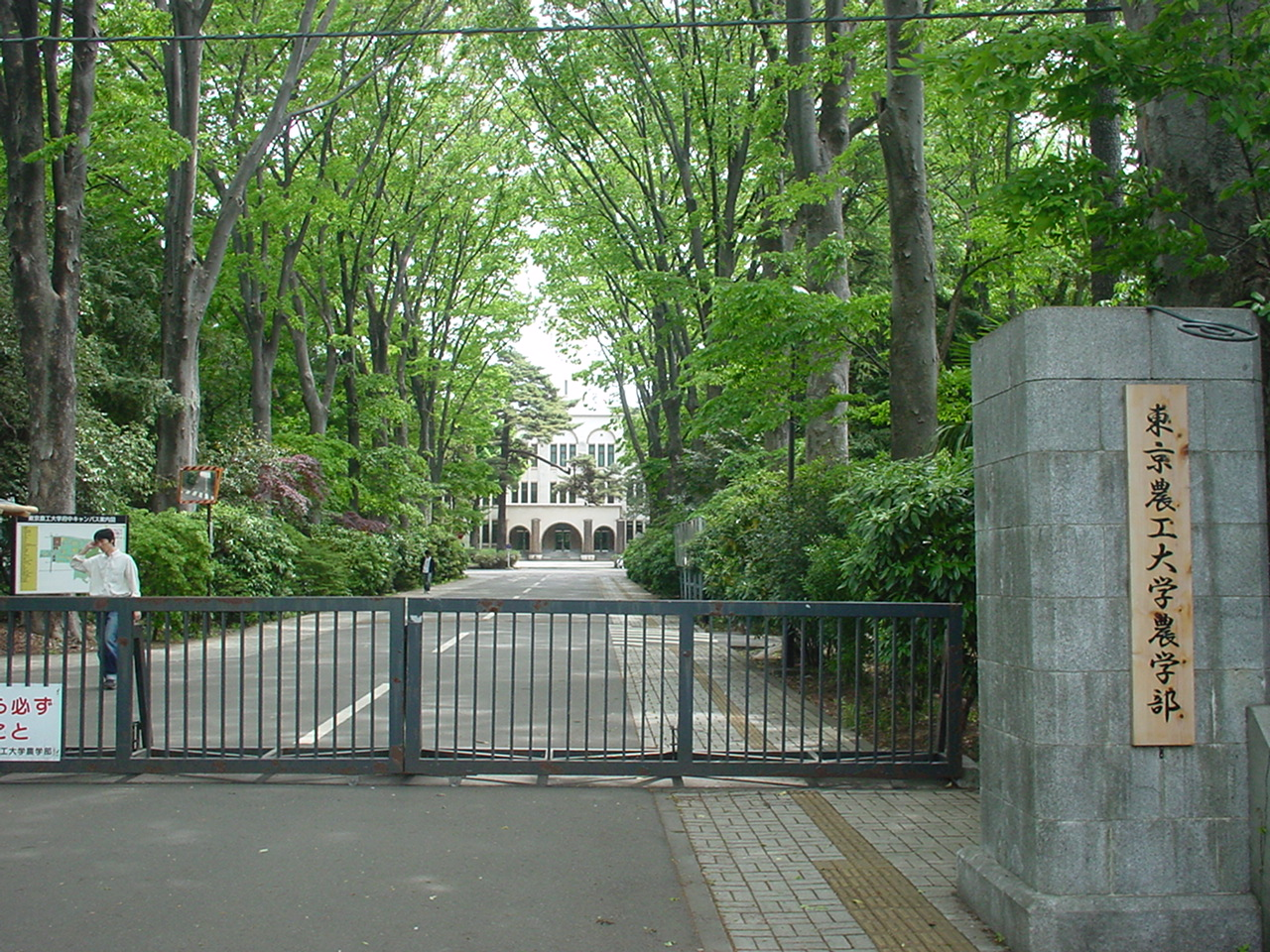
東京農工大学

- 東京外国語大学府中キャンパス
- 東京農工大学府中キャンパス

### 専修学校
- 東京都立府中看護専門学校

### 東京都教育機関
- 警視庁警察学校

### 学校教育以外の施設

#### 保育所
市立
- 南保育所、北保育所、東保育所、西保育所、中央保育所、北山保育所、住吉保育所、朝日保育所、小柳保育所、四谷保育所、八幡保育所、本町保育所、三本木保育所、西府保育所、美好保育所、高倉保育所

私立
- 府中愛児園、南分倍保育園、高安寺保育園、千春保育園、是政保育園、晴見保育園、押立保育園、府中保育園、にじのいろ保育園、山手保育園、さくらんぼ保育園、押立第二保育園、わらしこ保育園、第2府中保育園、府中めぐみ保育園、やまびこ保育園、キッズエイド武蔵保育園、分倍保育園

#### 職業訓練
- 警察大学校
- 東京都立多摩職業能力開発センター府中校（旧・府中技術専門校）（職業能力開発促進法に基づく職業能力開発校）

## 経済

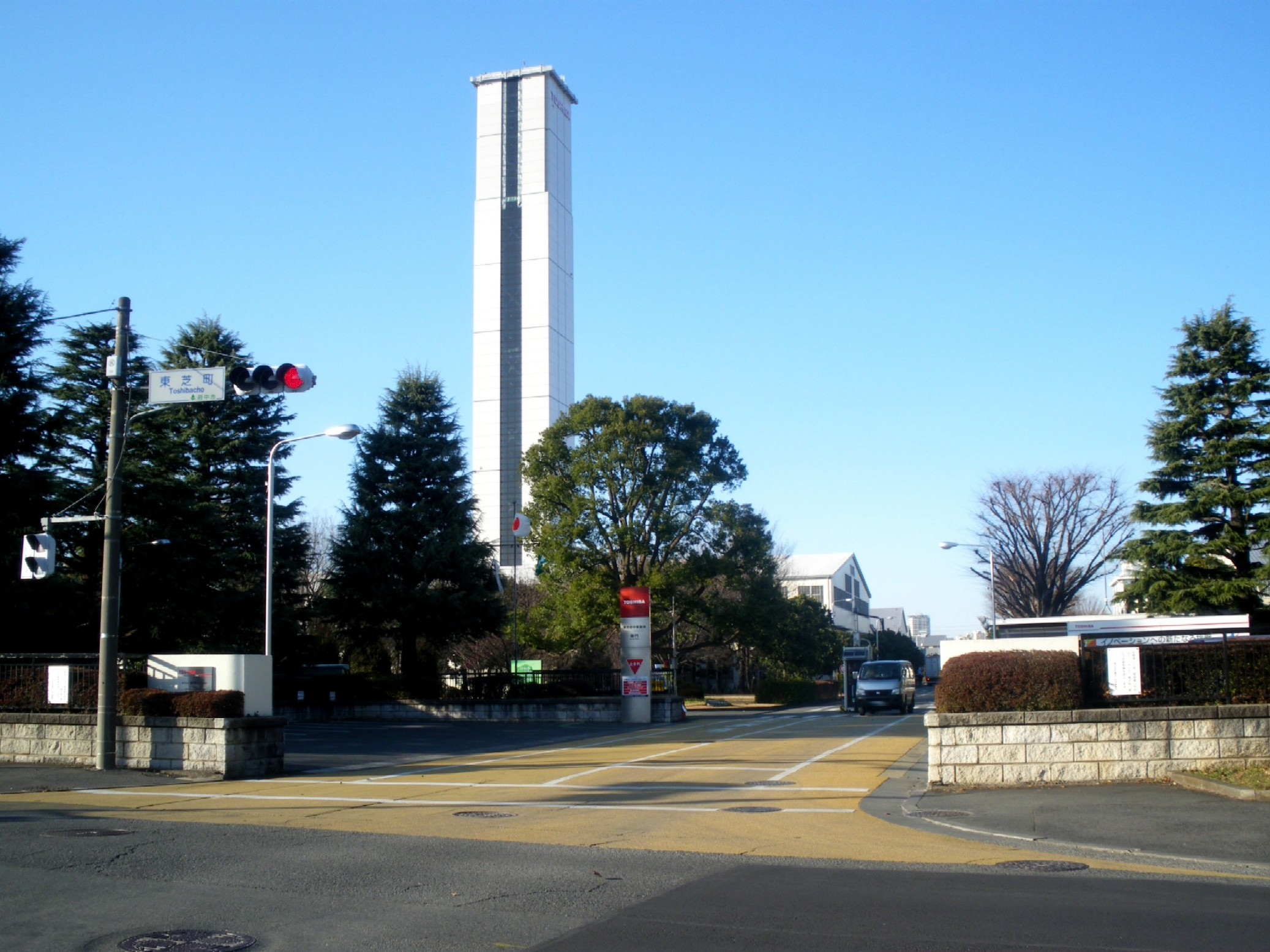
東芝府中事業所。東芝町。

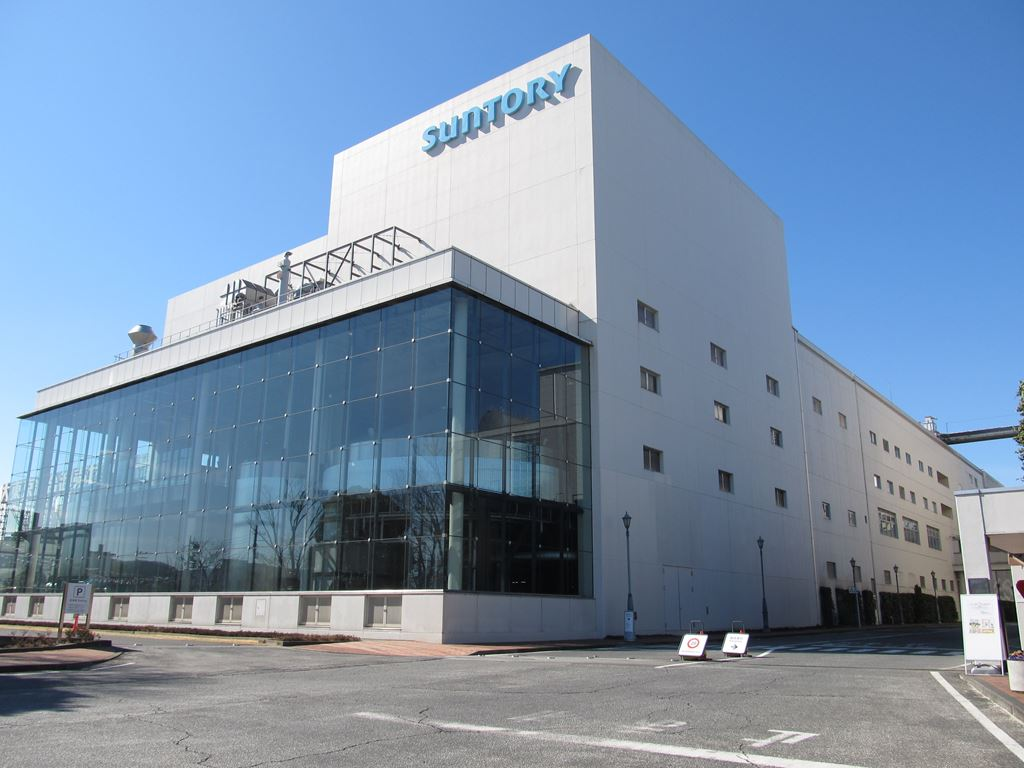
サントリー武蔵野ビール工場。矢崎町。

工業都市としても知られ、1937年の日中戦争をきっかけに日本製鋼所や東芝などの大工場が進出し、第二次世界大戦後もサントリー、日本電気（NEC）など多くの工場が進出している。

### 第一次産業
主な生産物に、コマツナ、多摩川ナシ、ワケネギ、紫黒米（黒米）等がある。様々な府中産農産物が、マインズ農業協同組合の西府支店、多磨支店、中河原駅前支店の農産物直売所、府中駅前の府中特産品直売所、農家設置の直売所などで販売されている。江戸時代は名産品があり、多摩川の御用鮎、府中御用瓜・鳴子瓜・が献上されていた。戦後までは、水田稲作や養蚕が盛んだった。
2002年現在、耕地率6.9%、水田率25.7%。2000年現在、農家率0.4%。2015年現在、農業従事者数1020人。
都市化や高齢化により産業低下がみられることから、平成27年度より「第3次府中市農業振興計画」を策定して、農地を残し「みどりのある住みよいまち」を引き続き目指している。

### 第二次産業
日本電気（NEC）の府中事業場、東芝の府中事業所、サントリーの武蔵野ビール工場、読売新聞の府中工場（読売プリントメディア）など、大規模な工場がある。2000年現在、第二次産業就業者数26,005人。

### 第三次産業
京王線の府中駅近辺には複数のショッピングビルがあり、店鋪が集中している。そのほか、小売店は鉄道各駅や幾つかのバス停留所付近に集中している。また、大東京綜合卸売センター（市場）が市南西部に立地する。また日鋼町の日本製鉄所東京事業所跡に設立された府中インテリジェントパーク（インターネットパーク「J-TOWER」）は、日本銀行災害対策拠点やメガバンク及び証券会社のバックオフィスとDR等、Googleをはじめとする大手クラウドやソフトバンクなどの通信キャリアほか多数が集積しており、首都圏有数のデーターセンター街となる新たな企業拠点となった。公営競技施設では、東京競馬場（府中競馬場）や多摩川競艇場がある。2000年現在、第三次産業就業者数84,594人と多くを占めている。

### 観光・名産
大國魂神社、郷土の森博物館の花見、ビール工場見学、美術館などに訪れる観光客もいるが、府中市観光情報センターでは、数種類の市内観光ミニツアーを行っている。A:史跡コース、B:自然と仏閣コース、C:伝説コース、D:府中宿コース。また「府中市観光ガイド」を発行。市役所は府中観光情報を提供している。

#### 特産・名産・土産
- 六社饅頭（大國魂神社）
- あゆ最中（御用鮎）
- 武蔵野日誌（武蔵野の雑木林）モンドセレクション金賞受賞 [50] - 青木屋
- 栗まつり（饅頭）[50]
- 古代米（黒米）[51]
  - 府中ロマン（黒米焼酎）

## 交通
京王線府中駅周辺エリアは、東京多摩地域有数規模の市街地が広がっている。多摩地域では立川・町田・吉祥寺・八王子駅周辺に次ぐ規模である。古くは国府所在地として、今でも関東地方の交通の要衝である。これは国府設置以来中心地にある大國魂神社を基点に放射状に交通網が発達して行った事が大いに影響している。地理的、歴史的な観点から現在では国道16号圏内と東京都区部までの間における、環状連絡線の要衝結節点として東西南北（区部、東京郊外、神奈川県および埼玉県）を結ぶ。
道路網では甲州街道国道20号、中央高速道等の幹線を介して東西の区部と郊外とを結び、府中街道、鎌倉街道を介して南北の神奈川県（川崎市・相模原市方面）と埼玉県（所沢市方面）を結ぶ。
鉄道網では武蔵野線、南武線、京王線の交差駅を持ち、東京の東西拠点の区部と郊外方面（八王子、立川）を京王線、南武線で結び、南方の神奈川県溝口・川崎方面を南武線で、北方の埼玉・千葉方面（所沢・浦和・越谷・三郷・松戸・船橋）を武蔵野線で結ぶ。また、市内東部地区の南北方向に西武多摩川線が走り、武蔵境駅経由で中央本線沿いの市区町村と連絡している。
市内は路線バス網が充実しており、中央本線の各駅から府中市方面に向かって、多くの路線が乗り入れている。

### 鉄道

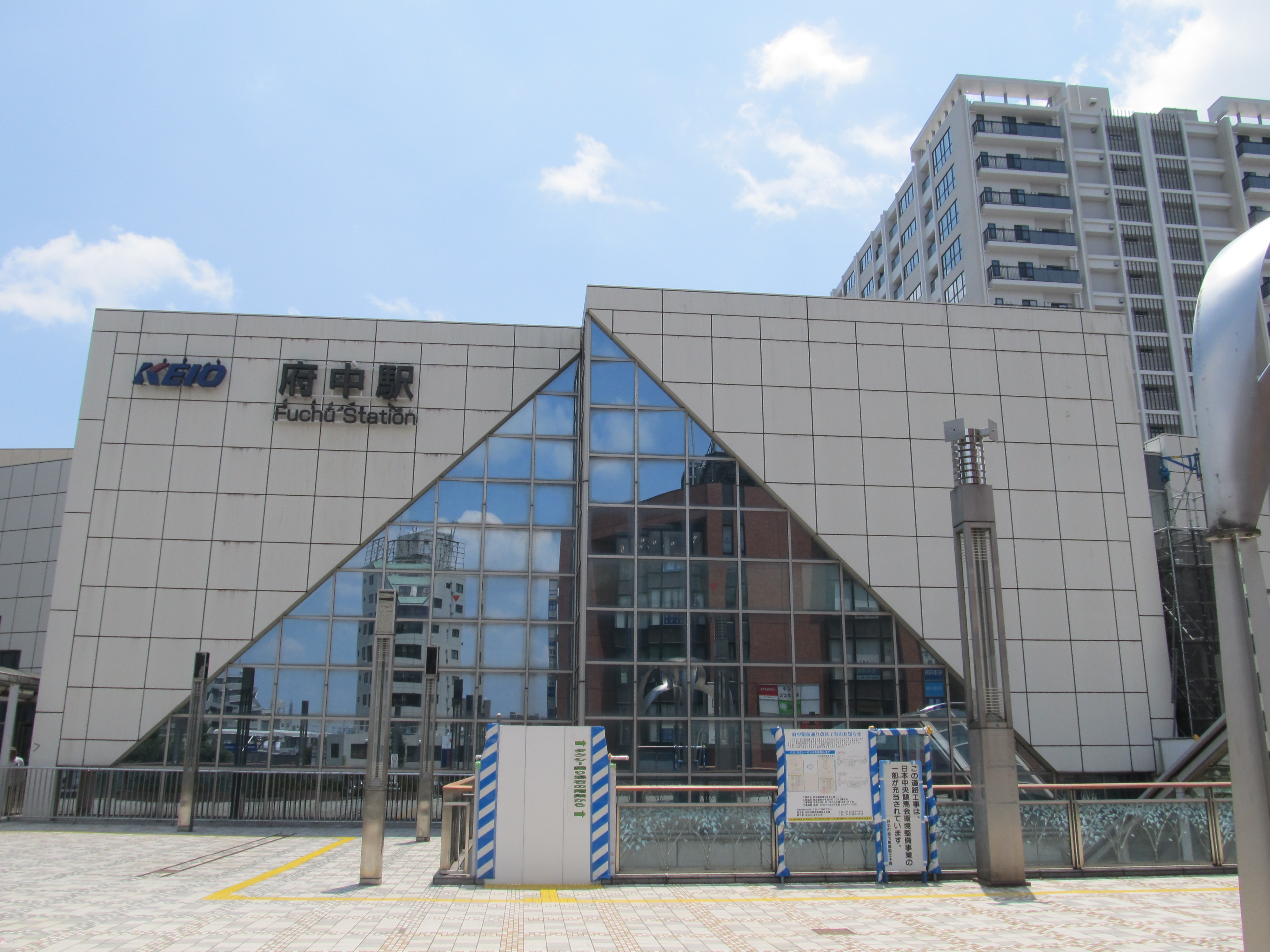
府中駅

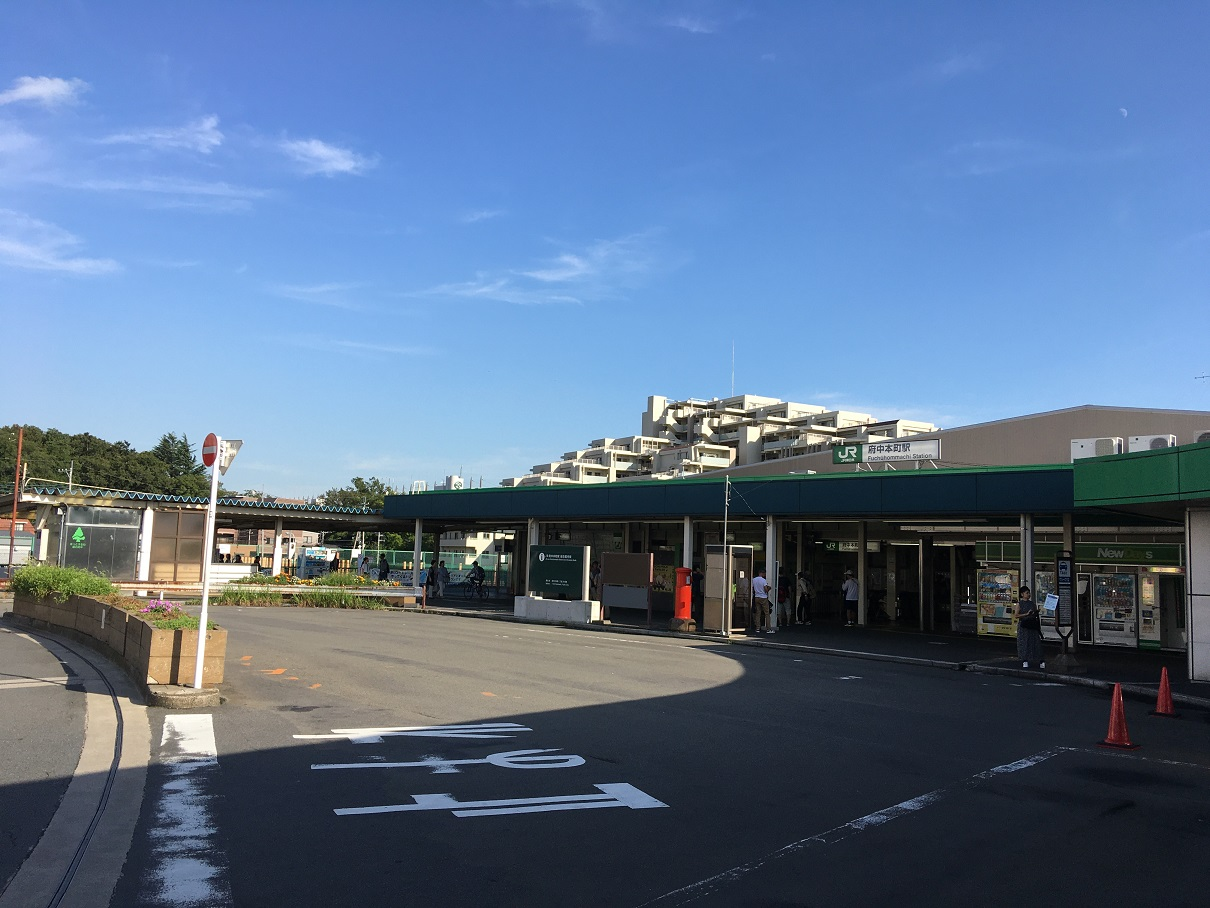
府中本町駅

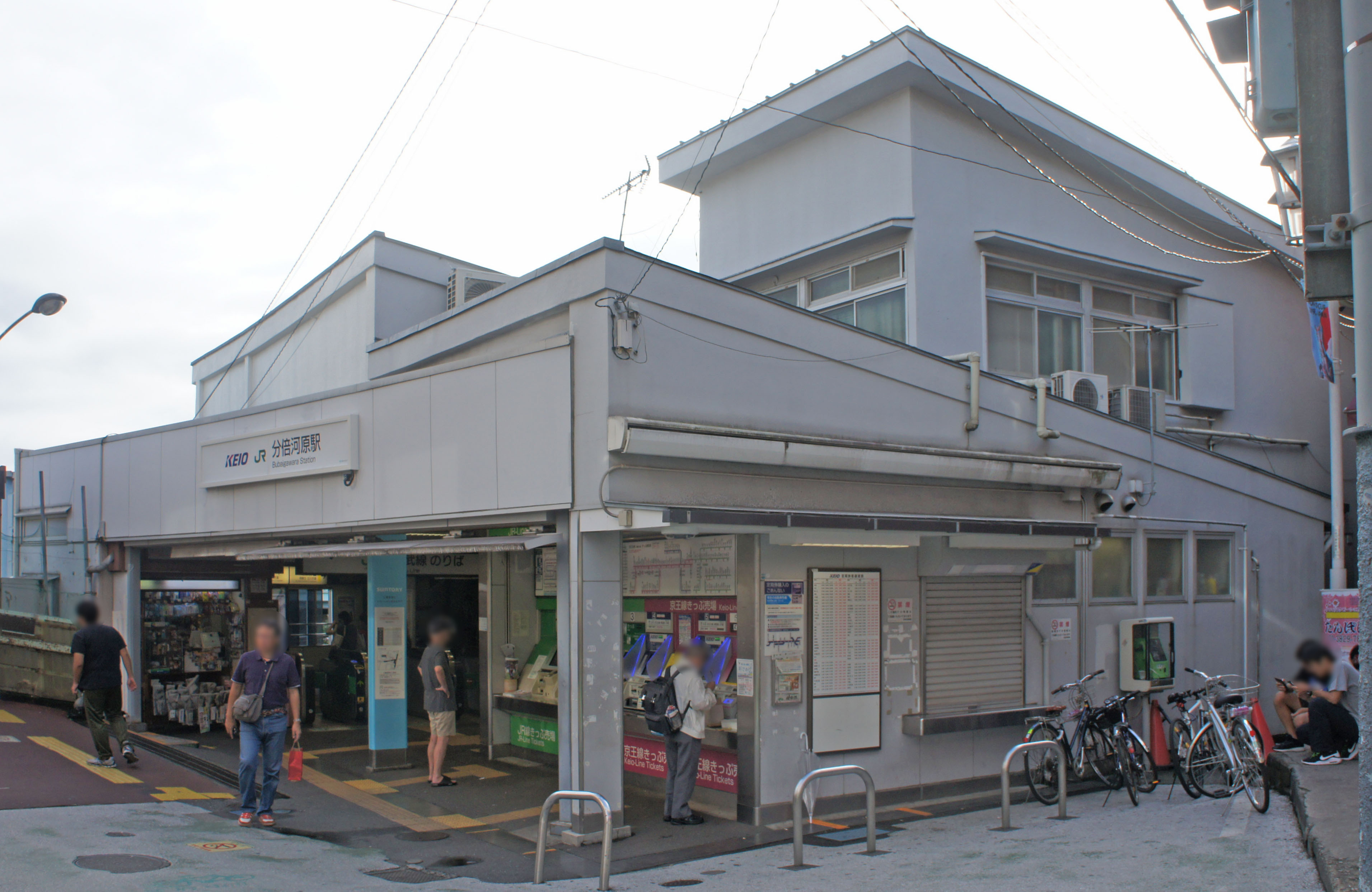
分倍河原駅

京王電鉄京王線と競馬場線、JR南武線と武蔵野線、西武鉄道多摩川線が市内を通る。市の北端の一部（西国分寺駅（国分寺市）の西側の武蔵台三丁目）をJR中央本線がかすめているが、駅は無い。但し、先述の武蔵台地区は西国分寺駅が最寄りとなる。
かつては中央本線国分寺駅から分岐する形で市内へ下河原線が存在した（後に一部が武蔵野線となった）。
東日本旅客鉄道（JR東日本）
 南武線
- - 府中本町駅 - 分倍河原駅 - 西府駅 -

 武蔵野線
- 府中本町駅 - 北府中駅 -

京王電鉄
 京王線
- - 武蔵野台駅 - 多磨霊園駅 - 東府中駅 - 府中駅 - 分倍河原駅 - 中河原駅 -

 競馬場線（全線市内）
- 東府中駅 - 府中競馬正門前駅

西武鉄道
 多摩川線
- - 多磨駅 - 白糸台駅 - 競艇場前駅 - 是政駅

- 代表駅：府中駅、府中本町駅（市役所最寄駅）
- 利用者最多駅:分倍河原駅

### 道路

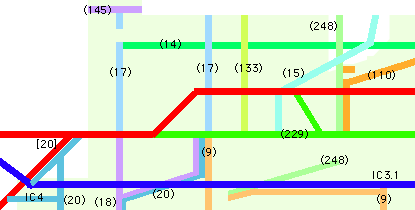
[20]は国道、は都道、ICは中央自動車道のインターチェンジである。

主要な道路は、市の中心部から東西南北に伸びている。古くは、鎌倉街道、甲州街道が幹線となった。甲州街道は国道20号線となり、バイパスが造られそれらが国道に、かつての道が都道となっていった。更にそのバイパスとして、中央自動車道、東八道路が造られた。

#### 高速道路
- E20中央自動車道：稲城インターチェンジ(3-1) - 府中バスストップ/府中スマートインターチェンジ（3-2）
  - 稲城インターチェンジは府中市内の一般道に出ることはできるが、府中市内の一般道から中央道に入ることはできない（下り線は稲城インターチェンジより西にある府中スマートインターチェンジから入る事が可能）。
  - 調布インターチェンジ(3)は調布市所在だが、市東部からは近い。
  - 国立府中インターチェンジ(4)は一部が市内に跨っているだけで、大半は国立市に所在する。

#### 国道
- 国道20号

#### 都道
- 東京都道9号川崎府中線 府中街道（溝口から先は国道409号となる）、是政橋、稲城大橋
- 東京都道14号新宿国立線 東八道路
- 東京都道15号府中清瀬線 小金井街道
- 東京都道17号所沢府中線 府中街道
- 東京都道18号府中町田線 鎌倉街道、関戸橋
- 東京都道20号府中相模原線 府中四谷橋（野猿街道）
- 東京都道110号府中三鷹線 人見街道、新小金井街道の一部
- 東京都道133号小川府中線 国分寺街道
- 東京都道145号立川国分寺線 多喜窪通り
- 東京都道229号府中調布線 旧甲州街道
- 東京都道247号府中小金井線 （府中市内は一部区間を除き未開通）
- 東京都道248号府中小平線 新小金井街道

#### 市道
出典: 

#### 古道
- 品川道
- 古甲州街道
- 東山道武蔵路
- 鎌倉街道（古鎌倉街道、鎌倉街道上道、武蔵大路）
- 大山街道（「府中通り大山道」「府中口大山道」）
- 府中街道（庚申道）
- 府中街道（横街道）
- 人見街道（大宮街道）
- 川越街道
- 内藤道
- 本田道

### 橋
- 多摩川橋梁 (京王線)
- 関戸橋
- 是政橋
- 稲城大橋

### バス

#### コミュニティバス

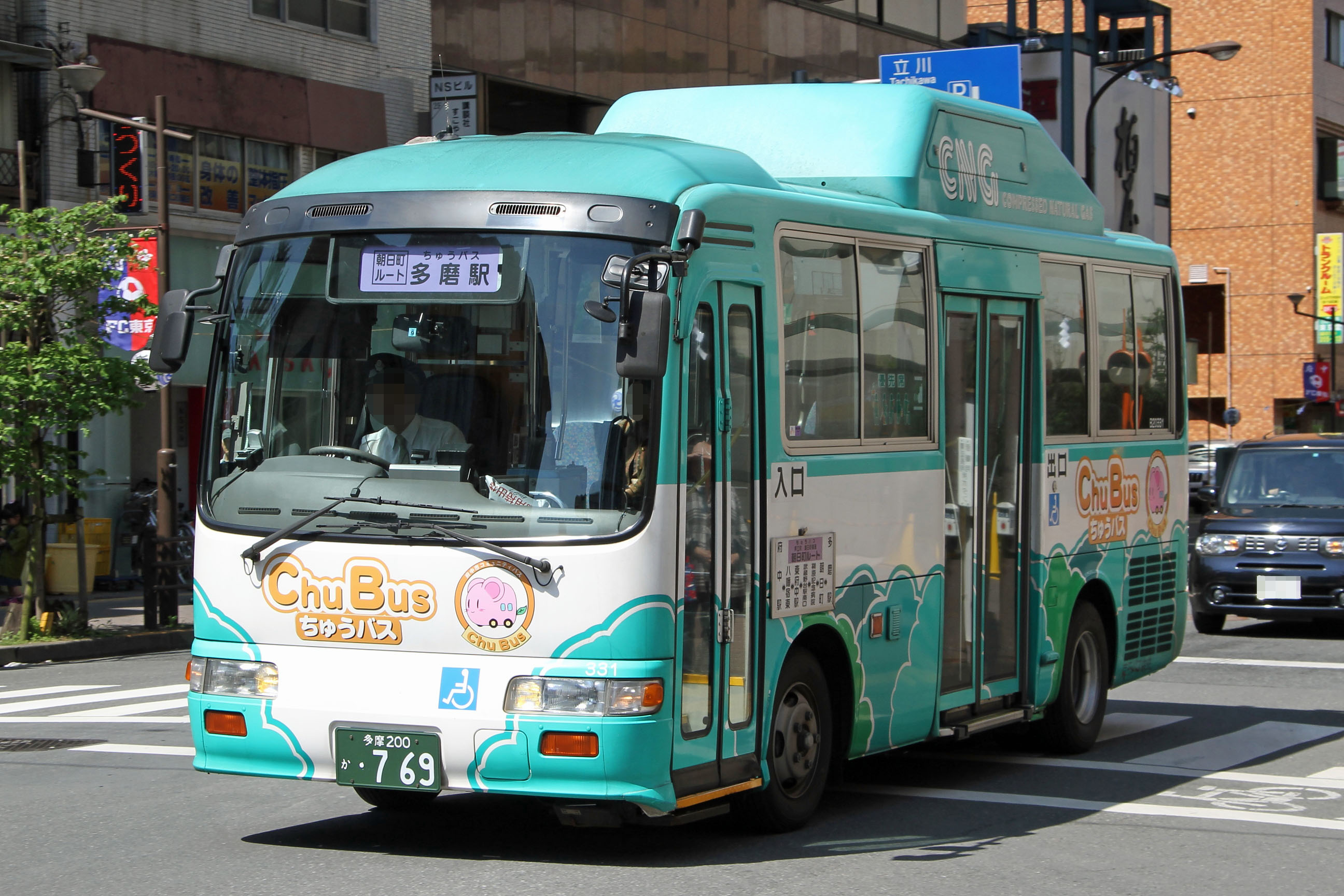
コミュニティバス「ちゅうバス」の車両

- 府中市コミュニティバスが「ちゅうバス」の愛称で、2003年12月から4路線、2008年3月から2路線、2010年3月から1路線追加され、計7路線が運行されている。
- 国分寺市コミュニティバス「ぶんバス」東元町ルート及び小金井市コミュニティバス「CoCoバス」貫井前原循環の一部区間が当市内を通る。

#### 路線バス

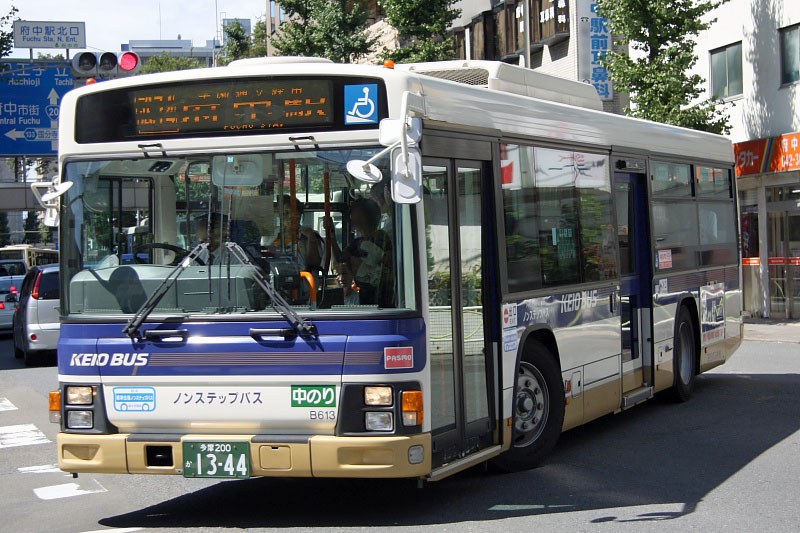
京王バスの車両。府中駅北口にて

市内は武相地区運賃になるため、一般路線バスの運賃は乗車区間によって異なる（2018年現在初乗り現金180円、IC運賃175円）。このため、後乗り前降り運賃後払い式である（市東部を走行する一部路線とコミュニティバスを除く）。
- 京王線府中駅を中心に、市内各所を結ぶバス路線がある。放射状にJR中央本線沿線武蔵小金井駅、国分寺駅、国立駅各駅からターミナルとしての乗り入れがある（京王バス）。
- 京王線東府中駅、多磨霊園駅には、市内間路線以外にもそれぞれ武蔵小金井駅発着のバス路線がある（京王バス）。
- 市内東部の多磨駅には、飛田給駅（一部調布駅）を結ぶ路線、JR中央本線三鷹駅と武蔵野台駅近くの車返団地を結ぶ路線が乗り入れている（京王バス・小田急バス）。
- 市内西部には、京王線分倍河原駅から市内路線に加えてJR日野駅からの路線（分53系統・平日1本のみ）、中河原駅では市内路線、その他聖蹟桜ヶ丘駅と国立駅を結ぶ路線がある（京王バス）。
- 市内東南部には、かつて西武多摩川線是政駅と京王線調布駅を結ぶ路線（調50系統）があったが、ちゅうバス押立町ルートの開通などに伴い、2010年3月いっぱいで廃止された。調50系統の調布駅～車返団地折返場の区間便（調51系統）は存続しているものの、2018年2月より朝3本のみに大幅減便された（京王バス）。
- ボートレース開催日には、ボートレース多摩川と府中本町駅、多磨霊園駅を結ぶ無料送迎バスが運行されている。かつては西武バスが受託運行していたが、2015年度から京王自動車に変更された。

#### 高速バス・空港連絡バス
- 高速バスは、中央自動車道の府中バスストップが市の東南部にあり、飛騨高山・木曽・名古屋・大阪方面、比較的短距離の山梨県（甲府・富士五湖）方面とを結んでいる（中央高速バスなど）。
- 京王線府中駅と羽田空港・成田空港を結ぶ空港連絡バスが運行されている（京王電鉄バスグループ・東京空港交通[53]）。
- 新宿駅西口・渋谷駅西口から市内各駅への深夜急行バスが運行されている（京王電鉄バスグループ[54]）。

### 航路
以前には多摩川の渡し舟（満願寺の渡し（谷保の渡し）、石田の渡し、一宮の渡し、関戸の渡し（中河原の渡し）、是政の渡し（大丸の渡し）、常久河原の渡し）が設けられたが、現在では廃止されている。

### 航空路
隣接する調布市（一部三鷹市）の調布飛行場から伊豆諸島（新島の新島空港、大島の大島空港、神津島の神津島空港）への航空路がある（新中央航空）。

### ナンバープレート
50cc未満の原動機付き自転車へ対して「範馬刃牙（はんまばき）」のご当地ナンバーも配布されている。軽自動車（二輪、四輪）は、軽自動車検査協会より「多摩」ナンバー、それ以外の四輪車と二輪の小型自動車は東京運輸支局の多摩自動車検査登録事務所より「多摩」ナンバー を割り当てられている。

## 自然

### 山
浅間山 : 標高約80m。かつて多摩川によって削られて残った丘。山全体が公園となっており絶滅危惧種ムサシノキスゲが自生している珍しい地域。

### 河川
多摩川
市南境に沿って流れている。市章にも取り入れられている。かつては「玉川」と呼ばれており、江戸に至る川の道であり多くの荷物がこの多摩川を行き来した。上流からの木材が運搬や年貢米の運搬にも使用されており、重要な航路であった。また、一宮の渡し（関戸の渡し）の他にも多くの私設渡しがあり、多くの人の行き来が古い絵画に描かれている。用水が引かれ、府中用水以外にも「四ッ谷村外二ヶ村用水」、「府中三町外四ヶ村組合用水」、「三ヶ村用水」、「二ヶ村用水」などがあり、農作に多く寄与している。
野川
多摩川の支流の一つであり、市の北東端を流れている
府中用水（7カ村用水）
府中崖線の南側に沿って流れている全長6kmの農業用水。疏水百選の一つ。

### 植物
- ムサシノキスゲ（絶滅危惧種） - 浅間山

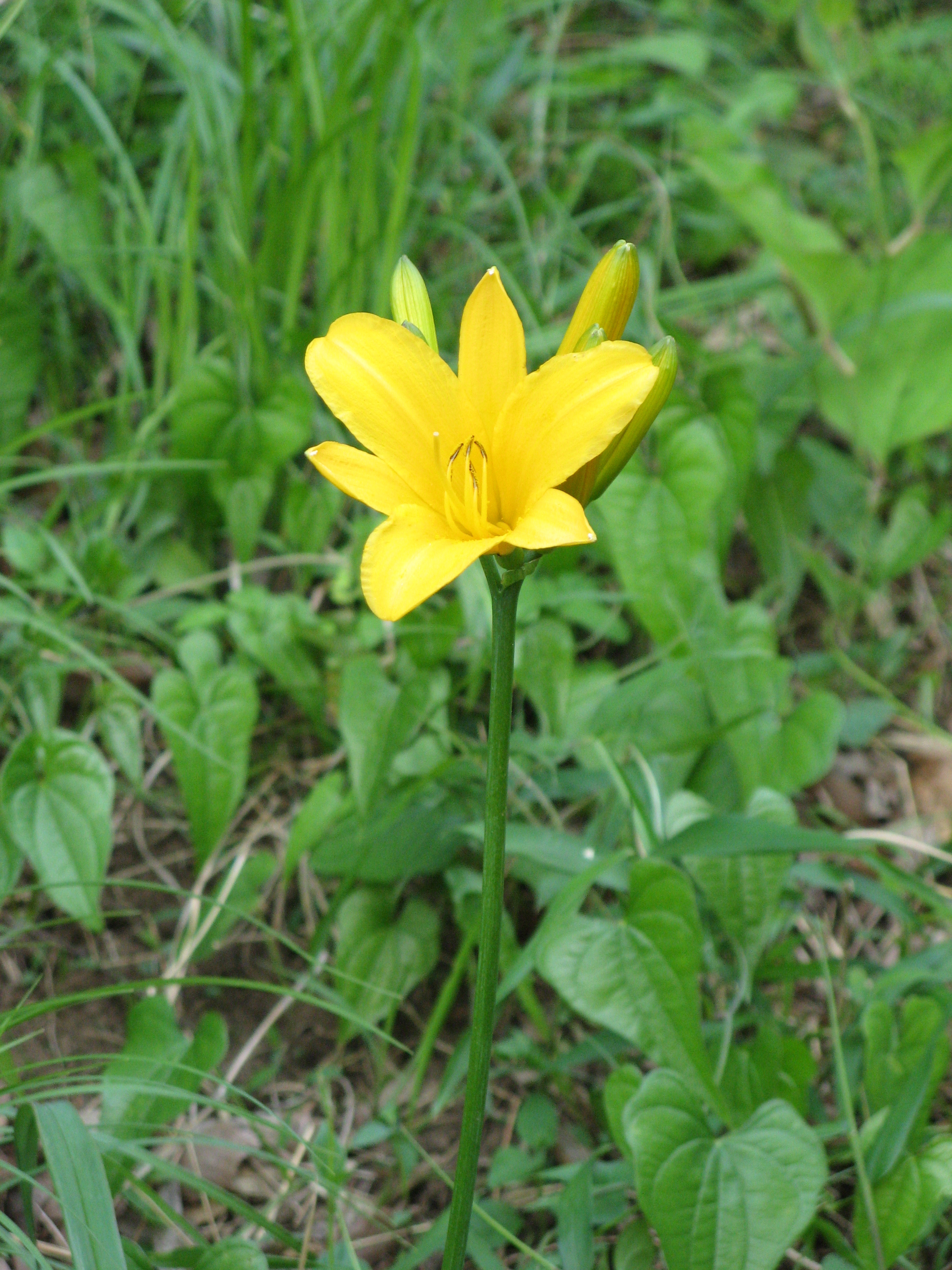
ムサシノキスゲ

- 大賀蓮 - 古代蓮。大賀一郎博士の2000年蓮。（府中市郷土の森公園　修景池。寿中央公園　ひょうたん池。）
- ケヤキ - 大國魂神社の参道のケヤキ並木に由来し、府中市とのつながりは長く深い。

### 惑星
日本スペースガード協会が2000年8月に発見した小惑星41484番を「ムサシフチュウ」と名付けた。これは、講演会など天文普及活動で同協会と協力関係にある府中市郷土の森博物館に命名が依頼されたもので、国際天文学連合は2017年4月に公式決定した。

## 府中市に本拠を置くスポーツチーム
- 東京サントリーサンゴリアス（JAPAN RUGBY LEAGUE ONE）
- 東芝ブレイブルーパス東京（JAPAN RUGBY LEAGUE ONE）
- アルバルク東京（ジャパン・プロフェッショナル・バスケットボールリーグ）
- 府中アスレティックフットボールクラブ（Fリーグ）
- 全府中野球倶楽部（社会人野球・クラブチーム）
- 東芝府中野球部（社会人野球・企業チーム） - 1999年に解散。

## イベント

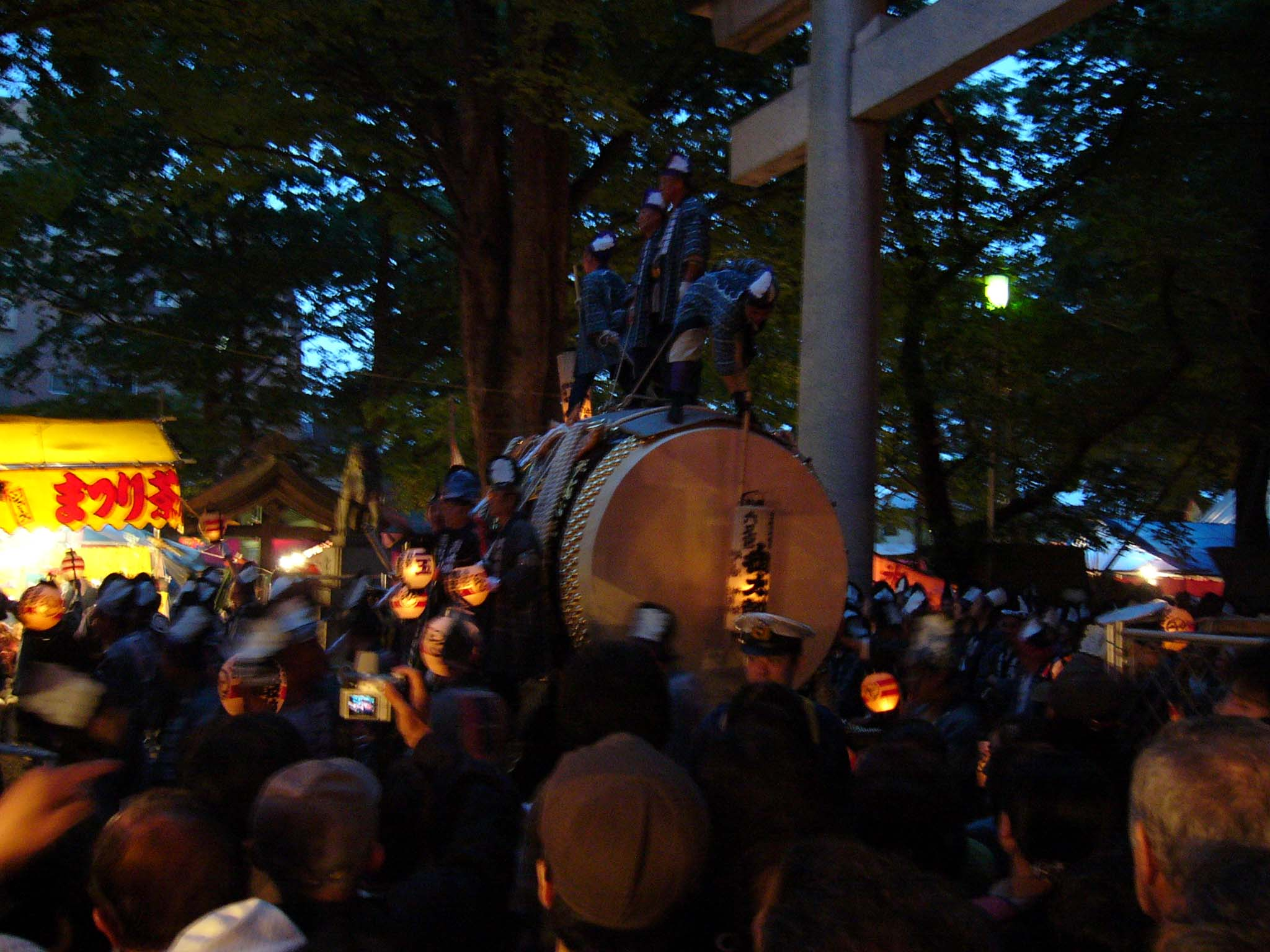
大國魂神社大鳥居をくぐる大太鼓

イベントは、大國魂神社、郷土の森、府中公園を中心に市内各地で行われている。
1月
出初式（府中公園）
どんど焼き（多摩川）
2月
郷土の森梅まつり（郷土の森）
ふちゅうテクノフェア（ルミエール府中）
府中駅伝競走大会（多摩川）
3月
市民桜まつり（府中公園）
4月
多摩川清掃
グリーンフェスティバル（すずかけ公園）
5月
くらやみ祭（大國魂神社）
6月
あじさいまつり（郷土の森）
リサイクル＆環境フェスタ（府中公園）
7月
蓮を見る会（郷土の森）
地域まつり（各文化センター等）
8月
商工まつり（大國魂神社）
けやきフェスタ（けやき並木通り周辺など）
9月
市民芸術文化祭（ルミエール府中など）
10月
リサイクルフェスタ（府中公園）
けやき音楽祭JAZZ in FUCHU（けやき並木通り周辺など）
11月
農業まつり（郷土の森）
酉の市（大国魂神社）
12月
歳の市（大國魂神社）
イベントその他
国府サミット - 日本全国68箇所の国府所在地自治体が集まるイベント。2009年、東京都府中市において初開催。

## 日本一・日本初・大きな出来事
日本一・日本初・大きな出来事や珍しい事柄。
- 1923年、日本初の公園墓地であり日本一広い公園墓地「多磨霊園」が開設。
- 1984年、東京競馬場に日本初のターフビジョンが設置された。また2006年にリニューアルされたオーロラビジョンは完成当時世界最大の映像スクリーン[58]。
- 2003年、上円下方墳最古最大の武蔵府中熊野神社古墳を発掘。
- 2007年、市立中央図書館にて日本初 RFID（無線ICタグ）を使った図書貸出システム[59]。
- 東京都内生活者実感ランキング第1位 ： 府中市が居住地市区別での東京都内「生活実感値」満足度の総合トップ[3]。
- 京王競馬場線 : 運賃を徴収し通常運行されている複線で、路線距離が0.9 kmと短い。
- 府中郷土の森博物館のプラネタリウム（開館当時は最大。現在も平床式では最大級。）
- 日本一大きな規模の刑務所（府中刑務所）
- 三億円強奪事件 : 府中刑務所北側の路上で発生。白バイを使った未解決事件。
- 府中青年の家事件 : 同性愛と人権をめぐる日本初の裁判として知られる[60]。
- ムサシノキスゲ（絶滅危惧種）が唯一自生している。 - 浅間山
- 大太鼓（くりぬき胴では日本一）
- 市内にトップリーグのチームが2つもある。
- 府中市マスコットキャラクター「ふちゅこま」は、全国自治体のゆるキャラ初の大手芸能プロダクション（ホリプロ）所属。
- 全国最大規模の学校給食センター[61][62]
- 選挙開票の早さ[63]

## 府中を舞台とした作品
府中市は「ふちゅうロケーションサービス」というフィルム・コミッションを行っており、撮影は各所にて頻繁に行われている。
- 『中央フリーウェイ』 - 松任谷由実（発表当時は荒井由実）の曲。中央高速道路から見える、ビール工場、競馬場などの風景が歌われている[64]。なお、東京競馬場で行われる「フリーウェイステークス」では本馬場入場曲としてこの曲が使用される。
- 『ちはやふる』 - 競技かるたを題材としており、競技かるたに魅了されてクイーンを目指す少女を主軸に物語は進む。小学校編の主人公たちがいる都市は、東京都府中市がモデルとなっている[65]。
- 『ノーサイド・ゲーム』 - TBSのテレビドラマ。東芝府中事業所やケヤキ並木など市内各所で撮影が行われた[66][67]。
- 三億円事件関連作品については三億円事件#事件を扱った主な作品を参照。
- 『くらやみ祭の小川さん』 - 大國魂神社例大祭の「くらやみ祭」を舞台に、早期退職をして人生をやり直す56歳の平凡な会社員・小川秀治（ひではる）の姿を描いた作品[68]。
- 『ウマ娘 プリティーダービー』 - 物語上に描かれるトレセン学園が府中市に所在し、市内や東京競馬場も現実さながらに描かれているほか、晴見商店街、府中の森公園と見られる場所も登場している。

## 府中関連の事業者等
- 東京府中FM - コミュニティ放送「ラジオフチューズ」送信所:朝日町87.4Mhz 及び ネット配信

## 観光

### 観光スポット
- 大國魂神社
  - 例大祭・国府祭で著名な「くらやみ祭」、酉の市、節分祭等。
  - 古く歴史があり、武蔵国の総社であり国内著名の神六社を配祀。福神又は縁結び、厄除け・厄払いの神。
- 東京競馬場（府中競馬場）：競馬、博物館、レストラン街、日本庭園、公園、キッズランド、厩舎、乗馬、花見、バーベキュー

## 出身有名人等

### 出身有名人
五十音順
- 赤羽末吉（絵本画家、絵本作家、舞台美術作家）
- 麻田華子（元アイドル）
- 浅野洋一郎（競馬騎手・競走馬調教師）
- 池谷幸雄（体操指導者・元選手、タレント） - 大阪府大阪市淀川区育ち
- 石川みゆき（フリーアナウンサー）
- 石坂晴樹（元俳優）
- IZAM（歌手・タレント）
- 市川準（映画監督）
- 井上奈々朱（バレーボール選手）
- 猪爪杏奈（レーシングドライバー）
- 浦沢直樹（漫画家）
- 瓜生美咲（元女優）
- 榎本雄太（歌手）
- 太田光代（芸能プロモーター）
- 大久保洋吉（競走馬調教師）
- 小川義綏（日本初の教会長老、プロテスタントの日本初の牧師）
- 小栗さくら（歴史タレント、歌手、作詞家）
- 魁道康弘（元力士）
- 河西智美（タレント、歌手・元AKB48）
- 角口大征（サッカー選手[注釈 6]）
- 金田祐幸（テレビ新広島アナウンサー）
- かぶらぎみなこ（イラストレーター）
- 河合龍之介（俳優）
- 川崎平右衛門定孝（押立産まれの開拓者）
- 喜多村英梨[69]（声優・歌手）
- 国友忠（浪曲師）
- 久保田秀次郎（競馬騎手・日本中央競馬会）
- 黒田寛一（日本革命的共産主義者同盟革命的マルクス主義派最高指導者）
- 河内真（高知放送アナウンサー）
- こば小林（芸人、お笑いコンビがじゅまるのメンバー）
- 小林治（アニメ演出家）
- 小室哲哉-[70](府中市出身、市立中学校卒業のミュージシャン、作曲家、音楽プロデューサー、キーボーディスト)
- 坂井学（政治家）
- 坂口健太郎（俳優）
- 坂本英三（ミュージシャン）
- 佐々木基樹（ボクシング選手）
- 貞升南（将棋女流棋士）
- Sascha（タレント、ラジオDJ）
- 佐藤隆（歌手、作曲家）
- 澤穂希（元女子サッカー選手）
- 三笑亭可龍（落語家）
- 三遊亭楽㐂（落語家）
- 菅野剛士（プロ野球選手）
- 杉江松恋（書評家）
- 杉本竜士（サッカー選手）
- 鈴木慶（実業家、ソフマップ創業者）
- 鈴木康弘（調教師）
- 関口太郎（モーターサイクルレーサー）
- 蒼羽りく（元宝塚歌劇団宙組男役）
- 高橋勝浩（稲城市長）
- 高野律雄（府中市長、元保育士・園長）
- 高橋力（実業家）
- 滝澤邦彦（プロサッカー選手・バンコク・グラスFC）
- 田家大知（音楽プロデューサー、作詞家、作曲家、映像作家、音楽ライター）
- 武田久子（ゴルフ選手）
- 武富茂子（1971年ミス・ユニバース日本代表）
- 谷中治（サッカー元日本代表・元フジタ工業サッカー部）
- 富樫麗加（ボートレーサー）
- 長井短（モデル、女優）
- 中倉彰子（将棋女流棋士）
- 中倉宏美（将棋女流棋士）
- 中村太地（将棋棋士）
- 夏希真斗（俳優）
- 西田裕作（ドラマー、The Cheseraseraメンバー、元クリープハイプメンバー）
- 西牟田恵（女優）
- 野口忠直（元府中市長、実業家）
- 橋村龍ジョセフ（サッカー選手）
- 長谷川香子（女優）
- 長谷川潤（元プロ野球選手）
- 浜汐花（俳優）
- 濱中裕明（数学者）
- 浜ロン（お笑い芸人）
- 平野優（競馬騎手・日本中央競馬会）
- 深津健吾（ラグビー選手）
- 藤原誠（歌手）
- 保坂一成（プロサッカー選手・東京ユナイテッドFC）
- 細野雄一（ボクシング選手）
- 堀川輝幸（声優、ナレーター）
- 堀内敬子（ミュージカル女優）
- 前田美幸（プロレスラー）
- 前田喜史（フットサル選手）
- 松本捨助（新選組の八番組隊士）
- 松本莉緒（女優）（旧名：松本恵）
- 松山康久（調教師）
- 毬藻えり（元宝塚歌劇団星組トップ娘役）
- 見栄晴（タレント）
- 美代一貴（ドラマー、The Cheseraseraメンバー、元クリープハイプメンバー）
- 水島朝穂（憲法学者。早稲田大学法学部教授）
- 水島精二（アニメーション監督）
- 水瀬千秋（俳優）
- 箕輪はるか（お笑い芸人ハリセンボン）
- 宮崎純真（サッカー選手）
- 宮地佳乃（バレーボール選手）
- 村上由利子（NHKアナウンサー）
- 村野四郎（詩人）
- 望月哲也（声楽家）
- 安めぐみ[71]（市立小中学校卒業の女優・タレント）
- 山口拓夢（西洋哲学、神話学者）
- やまけん（ラジオディレクター・パーソナリティ）
- 山野辺翔（プロ野球選手）
- 横山典弘（競馬騎手・日本中央競馬会）
- 横山賀一（競馬騎手・日本中央競馬会）
- 若兎馬裕三（元力士）

### ゆかりの人物
- 板垣恵介（漫画家） - 市内在住。2014年に市制60周年を迎えた府中市の「武蔵国 府中大使」に任命された[72]。また、原動機付き自転車オリジナルナンバープレートのデザインに、自身の作品である『グラップラー刃牙』のキャラクター「範馬刃牙（はんまばき）」が採用された[73]。
- 板垣巴留（漫画家） - 上記、板垣恵介の娘。2024年に市制70周年を迎えた府中市の「武蔵国 府中大使」に任命された[74]。また、原動機付き自転車オリジナルナンバープレートのデザインに、自身の作品である『BEASTARS』のキャラクター「レゴシ」が採用された[75]。
- 大賀一郎 (植物学者)
- 奥平真治（競走馬調教師）
- 北島三郎 (歌手)
- 後藤あゆみ（プロボクサー） - 元ミス府中
- 酒井一圭 （歌手）- 純烈のメンバー
- 坂田おさむ（歌手・NHKおかあさんといっしょ第7代うたのおにいさん）- 市制施行60周年記念ソング「きいていたいな　府中の音」手掛ける。
- 神宮エミ（アートディレクター・パフォーマー）
- 中島啓之（競馬騎手・日本中央競馬会）
- 羽田圭介（小説家）-東京都生まれで埼玉県北葛飾郡松伏町育ち。府中で一人暮らしをして過ごした時期があった。「幸せ!ボンビーガール」にゲスト出演した時、駅前のやおさんを利用していたなどの一面を明らかにした。
- 藤川優里（青森県八戸市議）
- 布施明（歌手）
- 村野四郎（詩人）
- 横山賀一（競馬騎手・日本中央競馬会） - 弟の典弘と違い茨城県生まれではあるが、典弘出産前に府中に引越し学生時代まで過ごしていた。
- リーチマイケル(ラグビー選手) - 市内でカフェを経営していたことがあり、市内に在住している。
- 渡部建（お笑いタレント） - 府中市生まれ、八王子市出身。
- 斎藤茂太 (精神科医、随筆家) - 府中市浅間町の斎藤病院の院長

### 過去に市内に在学した人物
- 菊地英昭（ギタリスト、THE YELLOW MONKEYメンバー）
- 黒幕 - tvkのテレビ番組『saku saku』で、司会のパペット（ヴィンセント）を操る人物
- 坂口健太郎（モデル、俳優）- 明星中学・高校卒業
- 高田純次（俳優、タレント）- 府中高校卒業
- 高橋惠子（女優）- 小学校6年生の途中に移住。小学校卒業と同時に相模原市に移住。
- 野口忠直（元府中市長）
- ローラ（モデル、タレント）- 府中東高校卒業